# 越南
越南社會主義共和國（聆聽ⓘ），通稱越南，是位於东南亚的中南半島東端的社会主义国家，北邻中华人民共和国，西接柬埔寨和老挝，拥有超過1亿人口，位居世界第16名。首都是河内市，最大城市是胡志明市。越南政治上採一黨專政，執政黨越南共產黨是目前越南境内唯一的合法政党。越南是東南亞國家聯盟、世界贸易组织、亚洲太平洋经济合作组织、法语圈国际组织成員及未来11国之一，也是汉字文化圈诸国之一。
越南北部古為百越，南部为占婆。前111年南越国被汉朝灭亡后，越南北部被置于中國皇朝統治之下达数个世纪之久。在此期间，中國文化大量输入越南。10世纪越南摆脱中国统治正式建国，其后经历多个朝代，有分有合，15世纪时曾经被明朝直接统治20多年。19世纪中晚期，法国征服越南，对越施行殖民统治。1945年8月，越南独立同盟会发动八月革命，宣布越南独立。1954年，越南独立同盟会在奠边府战役中打败法国军队，迫使法国势力撤离并承认越南独立，随后的日内瓦会议约定以北纬17度线为界两越分立，北方由越南民主共和国（北越）统治，南方则先后建立了越南国及越南共和国（南越）。翌年越南战争爆发，由西方阵营国家支持的南越对抗东方阵营国家支持的北越。美国在战争中蒙受严重损失，逐步退出战场。1975年4月30日，北越攻占南越首都西贡，1976年国家统一。
1977年，越南加入联合国。越南统一后，仍面临着经济落后的问题。1986年越共领导层决定实施革新开放，从单一的计划经济，开放为市场经济，并发展多元化商品经济，此后经济形势开始好转，2022年越南GDP总量超菲律宾、马来西亚，在东盟国家中仅次于印尼、泰国、新加坡。冷战结束后，越南經濟快速发展，并逐渐摆脱外交困境，1995年加入东盟，1998年加入亚太經合會，2007年加入世界貿易組織。但越南仍在贫富差距和医疗卫生方面面临着诸多问题，亦有西方国家批评越南的人权状况，与邻国的领土争端问题亦再次显现。政治體制導致的廣泛腐敗現象，也影響了外國投資者在越南投資的意願。

## 歷史
根據越南的神話傳說，越南歷史可從現代上溯至安阳王時期（相當於中原秦代期間）。
公元前3世纪，中国秦朝征服越南北部地区。在前1世紀至10世紀的大部份時間中，越南是在中国古代各政權的直接統治之下。直到968年，丁部領統一境內的割據勢力而建國，在李朝建立後受宋朝承認其主權。在脫離中国之後的歷史中，越南成為中国朝貢國或藩屬國。

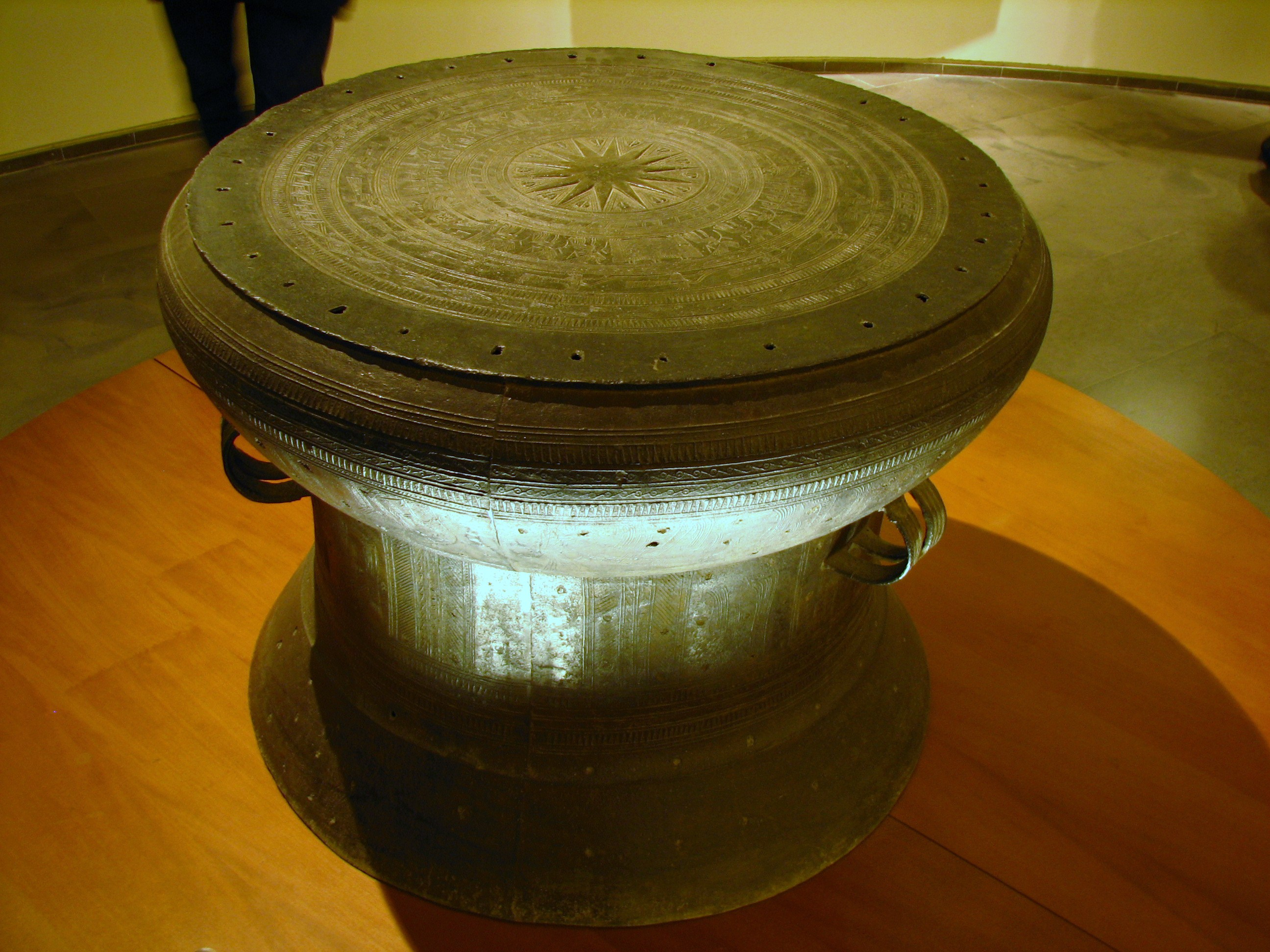
青銅鼓，东山文化第二時期，公元前1000年中葉

蒙古帝國時期，越南陳朝曾擊退蒙古的入侵。元朝建立後，越南陳朝的陳興道又曾兩次擊退元軍的入侵。

越南领土的南扩（1069－1757）
900
1100
1475
1650
1760

明成祖永樂年間，由於越南陳朝君主遭外戚胡季犛篡位，國內混亂，明朝應陳朝的遺臣請求推翻胡氏政權；明軍佔領越南後，著手進行直接統治，設郡縣、置交趾承宣佈政使司，在越南推動儒學，嘗試重新推動漢化統治。不過在明成祖死後數年，黎利發動蓝山起义將明軍驅逐出越南，但承諾維持與明朝的正常關係之後，重新恢復獨立。
黎利建立的後黎朝，進一步發動大規模的南進征討，於1471年攻佔占城京城，控制今天版圖中的三分之二領地。之後越南的國土又在17世紀的鄭阮紛爭時往南擴充，於1623年開始逐漸侵占西貢；越南最後在1780年大致占領湄公河三角洲。
嘉隆元年（清嘉慶七年，1802年），阮福映建立阮朝。次年表请清朝册封“南越国王”，最终清仁宗嘉慶帝改以“越南国王”之名冊封，阮朝正式国号即为“越南”。这也是越南国名的由来，取代之前的名称「大越」，一直沿用至今。
在19世紀中葉後，法國開始入侵越南，在西貢設立殖民政府；清帝國為了確保對越南的宗主權導致中法戰爭，結果清朝雖然取得一些勝利，但是雙方簽訂中法新約，使越南正式成為法國殖民地，是為法屬印度支那的一部份。
第二次世界大戰時，納粹德國佔領法國、維希法國建立接管所有法國海外殖民地，但管治鬆散，包括法印支那。1940年9月大日本帝國趁機出兵佔領法屬印度支那北部，日軍與維希法國殖民軍共治中南半島。1941年，胡志明等越南革命家創辦“越南獨立同盟會”（簡稱越盟），確定反對法國和日本殖民統治，通過以武裝鬥爭來建立新民主主義的越南民主共和國的主張，1944年末盟軍從德國手上解放法國，維希政權徹底滅亡導致了於1945年3月，因親德、日的法國人已沒利用價值，日本駐軍為防盟軍佔越南，發動了三九政變全面推翻法國的统治，立傀儡保大帝為越南帝國的君主。
1945年8月，日本無條件投降，越南頓時統治真空。越盟隨即舉行起義，奪取越南政權，嗣後日本傀儡政權越南帝國的阮朝末代君主保大帝下詔退位；9月2日胡志明于河內巴亭廣場發表《越南獨立宣言》，宣告越南民主共和國成立。9月20日，當時越南內部局勢混亂，中國滇越邊區總司令盧漢率20萬大軍進入河內，接受戰敗的日軍投降。中國國民黨軍隊進駐越南北部，而英國軍队則進入越南南部。1946年，法國又重返出兵越南，法軍在越南北部沿海登陸，於是第一次印度支那戰爭爆發，法國重新控制了越南各大城市。法國還逼迫中國的蔣介石以法國退還在中華民國境內的租界等財產作為交換條件，使得中國國民黨政府從越南撤兵。1949年，法國主導成立由保大帝出山領導的越南國，越盟退卻到叢林山嶽地區從事遊擊作戰。1950年1月，擊敗中華民國政府和中國國民黨的中華人民共和國成為第一個承認越南民主共和國並與之建交的國家，爾後蘇聯以及東歐國家與越南民主共和國建立外交關係。1950年起，越盟得到蘇聯的軍事、經濟援助，對法作戰轉入攻勢。
在1954年奠邊府戰役中越盟領導的越南民主共和國大敗法軍，議和的日內瓦會議中簽訂法軍撤出法屬印度支那的協定，並且規定越南以北緯17度線為北方越南民主共和國和南方越南國的臨時軍事分界線，還承諾將推行越南統一的選舉。1955年越南國首相吳廷琰透過公民投票罷黜保大帝，易國號為越南共和國（南越），並在美國的支持下拒絕與越南民主共和國（北越）協商統一選舉問題。1960年起，北越支持的越共在南越發動游擊戰，南北越之間的越戰爆發，北越由蘇聯及中國支援，而南越則主要由美國支援。這場戰爭不僅導致幾百萬名越南人死亡，駐越美軍也傷亡慘重。1973年3月美國撤軍，1975年4月，北越軍隊佔領南越首都西貢，長達二十年的越南戰爭結束，翌年南北越統一為越南社會主義共和國。

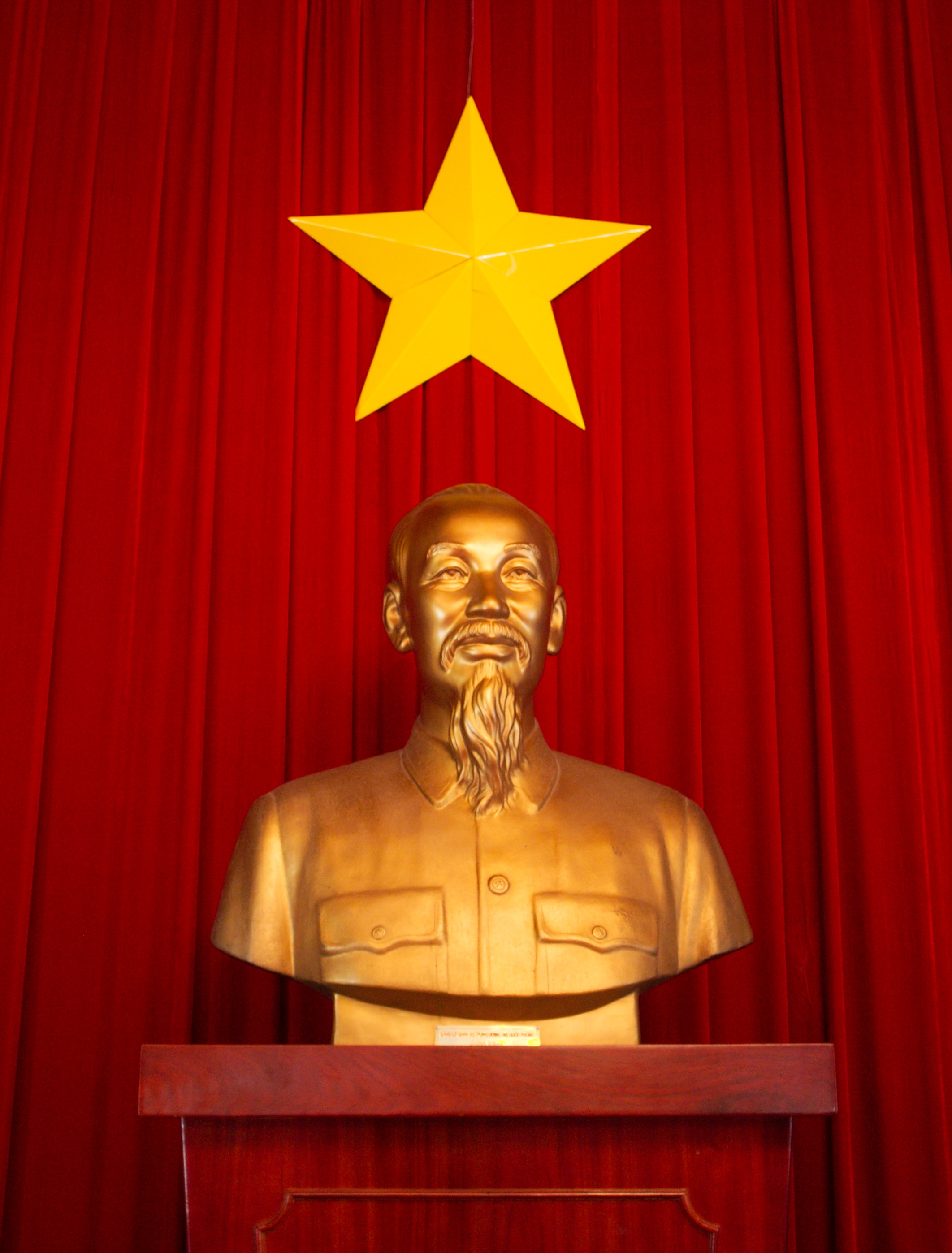
越南國家的象徵——國旗與胡志明

1977年，越共四大確定親蘇聯的方針，與中华人民共和国關係轉趨冷淡。1978年，由於越南政府在前南越地區推行“社會主義改造”，大批越南華僑逃離越南。1978年12月25日，越南黎笋政府以“統治柬埔寨的红色高棉曾侵入越南湄公河三角洲並屠殺在柬越边境越南人民”（巴祝大屠杀）为由，派遣25万越南人民軍部队入侵柬埔寨，越柬戰爭爆發，越軍迅速攻克柬埔寨首都金邊推翻紅色高棉，並且扶植名為柬埔寨人民共和國的親越傀儡政權，但聯合國一直不承認柬埔寨人民共和國。1979年1月，越南與蘇聯簽訂《越蘇友好合作互助條約》。1979年2月17日，因为越南与中国的边境争端和中国為了分擔柬埔寨被越南攻佔的壓力而引發了中越邊境戰爭，中国人民解放军在攻入越南北部的諒山、高平、老街三個省會後，於3月中旬撤軍回國。此後，中越邊境衝突仍不斷發生，綿延達10年之久。
1986年，越共更換領導層后，開始改變其經濟政策，學習市場經濟和對外開放投資的模式，此政策稱為革新開放。1989年，中蘇關係實現正常化，同年9月27日越南從柬埔寨撤離全部軍隊，中越邊境衝突亦告結束。1991年，越南共產黨代表團訪問中國，中越關係實現正常化。1992年，韓越關係實現正常化。
1995年7月，越南與美國建交，2000年比爾·柯林頓成為首位訪越的美國總統。
踏入21世紀，越南继续面對機遇與挑戰。2007年，越南加入世界貿易組織，融入世界經濟，為越南社會經濟帶來巨大變化。在南海（越南稱之為「東海」）主權爭議上，越南政府認為中国侵犯海上領土，於2012年通過《越南海洋法》，以求在使用、管理、保護海洋、海島及發展海洋等方面提供法理依據。
其後發生連串的越南反華暴動、越中船隻相撞等事件，使南海醞釀矛盾氣氛。在政治體制方面，社會上出現要求改革的聲音，有前高官更建議改變一黨專政的現狀。

## 政治
越南共产党是越南唯一的执政党，对越南行政、立法、司法各个部门的机构直接掌控，並由越共黨员担任各部门的政務職位。各級地方政府也皆由越共黨员組成。越南共产党中央委员会总书记是越南的最高领导人，位居“越南四柱”之首（另外三个分别是国家主席、政府总理和国会主席）。《越南社会主义共和国宪法》规定，国会设有国防与安全委员会负责审查和监督国防安全政策的执行；国家机关设有国防与安全委员会协助国家主席统帅武装力量。名义上国家主席统帅人民武装力量，兼任国防与安全会议主席，但实际上越南共产党中央军事委员会才是最高军事决策机构，越共中央总书记兼任中央军委书记，通过国防部对全国武装力量实行统一领导和指挥。2018年后，越南共产党中央委员会总书记阮富仲兼任越南社会主义共和国主席执掌越共政权；事实上三驾马车的领导体制正式转变为类似中国、朝鲜、老挝的三位一体的模式。2021年，阮富仲卸任国家主席一职，继续以越共中央总书记的身份领导越南。

## 軍事

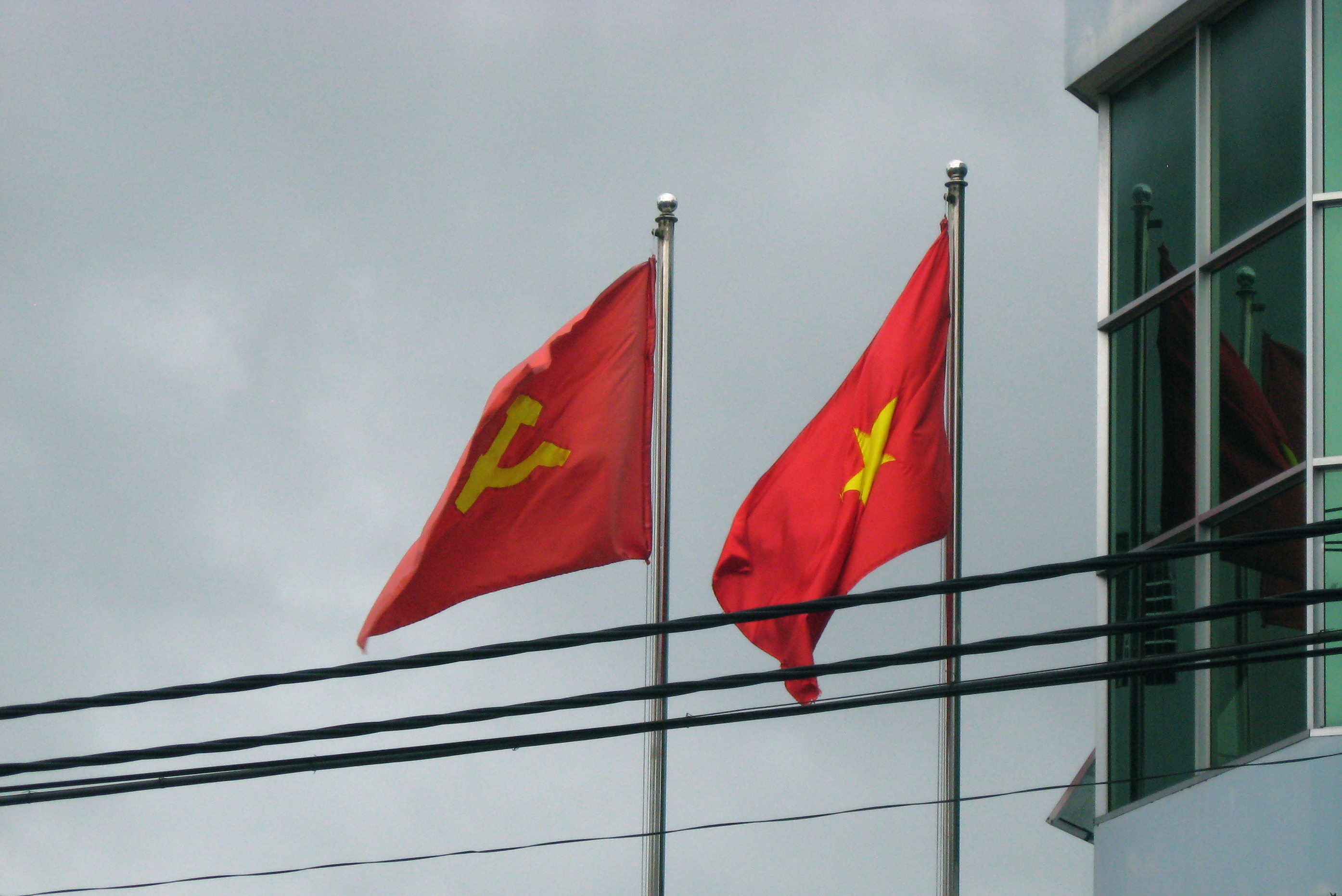
越南国旗与越南共产党党旗在岘港并排悬挂

越南憲法規定，越南國家主席名義上統率全國武裝力量，領導國防與安全委員會。越南共產黨中央軍事委員會是越共中央政治局處理軍事和國防工作的常設機構，代表中央政治局對國防和軍事工作行使決策權，是實際上的最高軍事領導機構。越共中央軍事黨委通過國防部指揮越南人民軍。現任中央軍委書記由總書記苏林兼任，副書記為政治局委員、國防部長潘文江大將。

## 外交

紅色為越南，深藍色為與越南建交的國家，淺藍色為與越南存有非官方關係的國家，灰色為未與越南建交的國家

越南現已與193個國家建交，並同20個國際組織及480多個非政府組織建立合作關係。越對當前重大國際問題的態度如下：
- 國際形勢：當前國際形勢複雜多變，但和平、穩定與發展仍是時代的主流。越將繼續奉行獨立自主、全方位、多樣化的和平外交政策，努力維護和平穩定的周邊環境，全力以赴發展經濟。
- 反恐問題：譴責和反對一切形式的恐怖活動，願與美國以及國際社會進行反恐合作。強調國際社會必須在尊重聯合國憲章、國際法、民族獨立和國家主權的基礎上進行努力，把恐怖主義從人類生活中徹底剷除。同時呼籲美國及其它國家同越合作，嚴厲打擊反越恐怖陰謀和活動。
- 伊拉克問題：譴責和反對美英對伊拉克人民的軍事行動，主張早日恢復伊拉克的和平、安全與穩定，減少戰爭對伊拉克人民造成的損害，保障伊拉克人民的主權、領土完整和自決權，以便儘早克服戰爭後果和進行國家重建。聯合國應在整個過程中發揮重要作用，越願通過聯合國和其他國際組織參與伊拉克重建。
- 巴以衝突：認為巴以衝突的解決應根據聯合國安理會第242和338號決議以及巴以之間迄今達成的各項協議，確保巴勒斯坦人民的基本民族權利，包括有權成立獨立的巴勒斯坦國。呼籲巴以均保持克制，強調只有停止暴力，恢復和談，才能找到公平長久的解決辦法。
- 朝韩问题：朝鲜民主主义人民共和国于1990年代，自1992年中国与韩国建交后，在外交上向越南表示亲近，虽然越南跟中国一样在1990年代建立起社会主义市场经济，但与中国在南中国海诸多岛屿有主权争议與衝突可能[25]。其后两国虽然保持外交关系，但相当冷淡。1996年以后两国经贸关系几乎为零[26]，直到21世纪初两国领导才恢复互访，2007年10月越共中央总书记农德孟受朝鲜劳动党总书记金正日邀请访朝[27]，金正日亲自接送农德孟，规格颇高。
1998年，韓國總統金大中訪越期間，對越南戰爭中大韓民國國軍跟随美国出兵越南表示遺憾，2001年8月，越南社会主义共和国主席陳德良訪韓期間，金大中亦官方性的表明謝罪的態度，「我們參加了不幸的戰爭，並與本意相違的給越南國民增加了苦痛，對此深表歉意、撫慰亡者」[28][29]。2004年韓國總統盧武鉉訪越期間表示「韓國國民心有虧欠。很希望看到越南成功」[30]。2004年10月10日下午，韓国總統盧武鉉與越南政府總理潘文凯、越共中央總書記农德孟相繼進行關於促進經濟合作、加强两國關係的會談。盧武鉉總統與潘文凯總理在該日簽署能源、信息通信等方面的合作協議。之後，盧武鉉總統訪問越南共产党中央辦公廳並會見侬德孟總書記，雙方表示將在朝鲜半岛和平與國家間合作方面增進合作關係[31]。

## 行政区划
越南行政区划原为省、县、社3级。2025年6月，越南对行政区划做出重大改革，废除县级政区，并对省级和社级政区进行大范围合并。根据《越南宪法》修改案和新版《地方政府组织法》，越南行政区划分为2级：
1. 全国划分为省和中央直辖市，统称省级。
2. 省和中央直辖市划分为农村地区的社、城镇地区的坊和基于地理自然条件、经济社会发展要求和保障国防安全等特点在部分位置重要的海岛设立的特区，统称社级。

第十五届越南国会第九次会议表决通过省份合并的决议，将全国合并为28個省（越南语：／）和6個直轄市（越南语：／）。其中，首都河内市是全国的政治、文化中心，胡志明市是全国最大的港口城市和商业、经济中心，海防市是全国第三大城市和北部重要港口城市，岘港市是全国第四大城市和中部重要港口城市，芹苴市是全国第五大城市和南部九龙江三角洲的重要城市，顺化市是越南历史古都和重要旅游城市。
| 越南行政区划图 | 中文名稱 | 越南文名稱 | 行政駐地    | 面積（km2） | 人口       |
| --- | -------- | ---------- | ----------- | ----------- | ---------- |
| 萊州省 老街省 高平省 諒山省 宣 · 光 · 省 奠 · 邊 · 省 山羅省 富 · 壽 · 省 太 · 原 · 省 河內市 北寧省 廣寧省 海防市 興安省 寧平省 清化省 乂安省 河靜省 廣治省 順化市 岘港市 廣義省 嘉萊省 多樂省 慶 · 和 · 省 林同省 同 · 奈 · 省 胡志明市 西 · 寧 · 省 同塔省 安江省 金甌省 芹苴市 永隆省 | 安江省   |            | 迪石坊      | 9,888.91    | 4,952,238  |
| 萊州省 老街省 高平省 諒山省 宣 · 光 · 省 奠 · 邊 · 省 山羅省 富 · 壽 · 省 太 · 原 · 省 河內市 北寧省 廣寧省 海防市 興安省 寧平省 清化省 乂安省 河靜省 廣治省 順化市 岘港市 廣義省 嘉萊省 多樂省 慶 · 和 · 省 林同省 同 · 奈 · 省 胡志明市 西 · 寧 · 省 同塔省 安江省 金甌省 芹苴市 永隆省 | 北寧省   |            | 北江坊      | 4,718.60    | 3,619,433  |
| 萊州省 老街省 高平省 諒山省 宣 · 光 · 省 奠 · 邊 · 省 山羅省 富 · 壽 · 省 太 · 原 · 省 河內市 北寧省 廣寧省 海防市 興安省 寧平省 清化省 乂安省 河靜省 廣治省 順化市 岘港市 廣義省 嘉萊省 多樂省 慶 · 和 · 省 林同省 同 · 奈 · 省 胡志明市 西 · 寧 · 省 同塔省 安江省 金甌省 芹苴市 永隆省 | 金甌省   |            | 新城坊      | 7,942.39    | 2,606,672  |
| 萊州省 老街省 高平省 諒山省 宣 · 光 · 省 奠 · 邊 · 省 山羅省 富 · 壽 · 省 太 · 原 · 省 河內市 北寧省 廣寧省 海防市 興安省 寧平省 清化省 乂安省 河靜省 廣治省 順化市 岘港市 廣義省 嘉萊省 多樂省 慶 · 和 · 省 林同省 同 · 奈 · 省 胡志明市 西 · 寧 · 省 同塔省 安江省 金甌省 芹苴市 永隆省 | 芹苴市   |            | 寧橋坊      | 6,360.83    | 4,199,824  |
| 萊州省 老街省 高平省 諒山省 宣 · 光 · 省 奠 · 邊 · 省 山羅省 富 · 壽 · 省 太 · 原 · 省 河內市 北寧省 廣寧省 海防市 興安省 寧平省 清化省 乂安省 河靜省 廣治省 順化市 岘港市 廣義省 嘉萊省 多樂省 慶 · 和 · 省 林同省 同 · 奈 · 省 胡志明市 西 · 寧 · 省 同塔省 安江省 金甌省 芹苴市 永隆省 | 高平省   |            | 蜀泮坊      | 6,700.39    | 573,119    |
| 萊州省 老街省 高平省 諒山省 宣 · 光 · 省 奠 · 邊 · 省 山羅省 富 · 壽 · 省 太 · 原 · 省 河內市 北寧省 廣寧省 海防市 興安省 寧平省 清化省 乂安省 河靜省 廣治省 順化市 岘港市 廣義省 嘉萊省 多樂省 慶 · 和 · 省 林同省 同 · 奈 · 省 胡志明市 西 · 寧 · 省 同塔省 安江省 金甌省 芹苴市 永隆省 | 多樂省   |            | 邦美蜀坊    | 18,096.40   | 3,346,853  |
| 萊州省 老街省 高平省 諒山省 宣 · 光 · 省 奠 · 邊 · 省 山羅省 富 · 壽 · 省 太 · 原 · 省 河內市 北寧省 廣寧省 海防市 興安省 寧平省 清化省 乂安省 河靜省 廣治省 順化市 岘港市 廣義省 嘉萊省 多樂省 慶 · 和 · 省 林同省 同 · 奈 · 省 胡志明市 西 · 寧 · 省 同塔省 安江省 金甌省 芹苴市 永隆省 | 峴港市   |            | 海洲坊      | 11,859.59   | 3,065,628  |
| 萊州省 老街省 高平省 諒山省 宣 · 光 · 省 奠 · 邊 · 省 山羅省 富 · 壽 · 省 太 · 原 · 省 河內市 北寧省 廣寧省 海防市 興安省 寧平省 清化省 乂安省 河靜省 廣治省 順化市 岘港市 廣義省 嘉萊省 多樂省 慶 · 和 · 省 林同省 同 · 奈 · 省 胡志明市 西 · 寧 · 省 同塔省 安江省 金甌省 芹苴市 永隆省 | 奠邊省   |            | 奠邊府坊    | 9,539.93    | 673,091    |
| 萊州省 老街省 高平省 諒山省 宣 · 光 · 省 奠 · 邊 · 省 山羅省 富 · 壽 · 省 太 · 原 · 省 河內市 北寧省 廣寧省 海防市 興安省 寧平省 清化省 乂安省 河靜省 廣治省 順化市 岘港市 廣義省 嘉萊省 多樂省 慶 · 和 · 省 林同省 同 · 奈 · 省 胡志明市 西 · 寧 · 省 同塔省 安江省 金甌省 芹苴市 永隆省 | 同奈省   |            | 鎮邊坊      | 12,737.18   | 4,491,408  |
| 萊州省 老街省 高平省 諒山省 宣 · 光 · 省 奠 · 邊 · 省 山羅省 富 · 壽 · 省 太 · 原 · 省 河內市 北寧省 廣寧省 海防市 興安省 寧平省 清化省 乂安省 河靜省 廣治省 順化市 岘港市 廣義省 嘉萊省 多樂省 慶 · 和 · 省 林同省 同 · 奈 · 省 胡志明市 西 · 寧 · 省 同塔省 安江省 金甌省 芹苴市 永隆省 | 同塔省   |            | 美湫坊      | 5,938.64    | 4,370,046  |
| 萊州省 老街省 高平省 諒山省 宣 · 光 · 省 奠 · 邊 · 省 山羅省 富 · 壽 · 省 太 · 原 · 省 河內市 北寧省 廣寧省 海防市 興安省 寧平省 清化省 乂安省 河靜省 廣治省 順化市 岘港市 廣義省 嘉萊省 多樂省 慶 · 和 · 省 林同省 同 · 奈 · 省 胡志明市 西 · 寧 · 省 同塔省 安江省 金甌省 芹苴市 永隆省 | 嘉萊省   |            | 歸仁坊      | 21,576.53   | 3,583,693  |
| 萊州省 老街省 高平省 諒山省 宣 · 光 · 省 奠 · 邊 · 省 山羅省 富 · 壽 · 省 太 · 原 · 省 河內市 北寧省 廣寧省 海防市 興安省 寧平省 清化省 乂安省 河靜省 廣治省 順化市 岘港市 廣義省 嘉萊省 多樂省 慶 · 和 · 省 林同省 同 · 奈 · 省 胡志明市 西 · 寧 · 省 同塔省 安江省 金甌省 芹苴市 永隆省 | 海防市   |            | 鴻龐坊      | 3,194.72    | 4,664,124  |
| 萊州省 老街省 高平省 諒山省 宣 · 光 · 省 奠 · 邊 · 省 山羅省 富 · 壽 · 省 太 · 原 · 省 河內市 北寧省 廣寧省 海防市 興安省 寧平省 清化省 乂安省 河靜省 廣治省 順化市 岘港市 廣義省 嘉萊省 多樂省 慶 · 和 · 省 林同省 同 · 奈 · 省 胡志明市 西 · 寧 · 省 同塔省 安江省 金甌省 芹苴市 永隆省 | 河內市   |            | 還劍坊      | 3,359.84    | 8,807,523  |
| 萊州省 老街省 高平省 諒山省 宣 · 光 · 省 奠 · 邊 · 省 山羅省 富 · 壽 · 省 太 · 原 · 省 河內市 北寧省 廣寧省 海防市 興安省 寧平省 清化省 乂安省 河靜省 廣治省 順化市 岘港市 廣義省 嘉萊省 多樂省 慶 · 和 · 省 林同省 同 · 奈 · 省 胡志明市 西 · 寧 · 省 同塔省 安江省 金甌省 芹苴市 永隆省 | 河靜省   |            | 蓮城坊      | 5,994.45    | 1,622,901  |
| 萊州省 老街省 高平省 諒山省 宣 · 光 · 省 奠 · 邊 · 省 山羅省 富 · 壽 · 省 太 · 原 · 省 河內市 北寧省 廣寧省 海防市 興安省 寧平省 清化省 乂安省 河靜省 廣治省 順化市 岘港市 廣義省 嘉萊省 多樂省 慶 · 和 · 省 林同省 同 · 奈 · 省 胡志明市 西 · 寧 · 省 同塔省 安江省 金甌省 芹苴市 永隆省 | 胡志明市 |            | 西貢坊      | 6,772.59    | 14,002,598 |
| 萊州省 老街省 高平省 諒山省 宣 · 光 · 省 奠 · 邊 · 省 山羅省 富 · 壽 · 省 太 · 原 · 省 河內市 北寧省 廣寧省 海防市 興安省 寧平省 清化省 乂安省 河靜省 廣治省 順化市 岘港市 廣義省 嘉萊省 多樂省 慶 · 和 · 省 林同省 同 · 奈 · 省 胡志明市 西 · 寧 · 省 同塔省 安江省 金甌省 芹苴市 永隆省 | 順化市   |            | 順化坊      | 4,947.11    | 1,432,986  |
| 萊州省 老街省 高平省 諒山省 宣 · 光 · 省 奠 · 邊 · 省 山羅省 富 · 壽 · 省 太 · 原 · 省 河內市 北寧省 廣寧省 海防市 興安省 寧平省 清化省 乂安省 河靜省 廣治省 順化市 岘港市 廣義省 嘉萊省 多樂省 慶 · 和 · 省 林同省 同 · 奈 · 省 胡志明市 西 · 寧 · 省 同塔省 安江省 金甌省 芹苴市 永隆省 | 興安省   |            | 庯憲坊      | 2,514.81    | 3,567,943  |
| 萊州省 老街省 高平省 諒山省 宣 · 光 · 省 奠 · 邊 · 省 山羅省 富 · 壽 · 省 太 · 原 · 省 河內市 北寧省 廣寧省 海防市 興安省 寧平省 清化省 乂安省 河靜省 廣治省 順化市 岘港市 廣義省 嘉萊省 多樂省 慶 · 和 · 省 林同省 同 · 奈 · 省 胡志明市 西 · 寧 · 省 同塔省 安江省 金甌省 芹苴市 永隆省 | 慶和省   |            | 芽莊坊      | 8,555.86    | 2,243,554  |
| 萊州省 老街省 高平省 諒山省 宣 · 光 · 省 奠 · 邊 · 省 山羅省 富 · 壽 · 省 太 · 原 · 省 河內市 北寧省 廣寧省 海防市 興安省 寧平省 清化省 乂安省 河靜省 廣治省 順化市 岘港市 廣義省 嘉萊省 多樂省 慶 · 和 · 省 林同省 同 · 奈 · 省 胡志明市 西 · 寧 · 省 同塔省 安江省 金甌省 芹苴市 永隆省 | 萊州省   |            | 新豐坊      | 9,068.73    | 512,601    |
| 萊州省 老街省 高平省 諒山省 宣 · 光 · 省 奠 · 邊 · 省 山羅省 富 · 壽 · 省 太 · 原 · 省 河內市 北寧省 廣寧省 海防市 興安省 寧平省 清化省 乂安省 河靜省 廣治省 順化市 岘港市 廣義省 嘉萊省 多樂省 慶 · 和 · 省 林同省 同 · 奈 · 省 胡志明市 西 · 寧 · 省 同塔省 安江省 金甌省 芹苴市 永隆省 | 林同省   |            | 春香-大叻坊 | 24,233.07   | 3,872,999  |
| 萊州省 老街省 高平省 諒山省 宣 · 光 · 省 奠 · 邊 · 省 山羅省 富 · 壽 · 省 太 · 原 · 省 河內市 北寧省 廣寧省 海防市 興安省 寧平省 清化省 乂安省 河靜省 廣治省 順化市 岘港市 廣義省 嘉萊省 多樂省 慶 · 和 · 省 林同省 同 · 奈 · 省 胡志明市 西 · 寧 · 省 同塔省 安江省 金甌省 芹苴市 永隆省 | 諒山省   |            | 梁文知坊    | 8,310.18    | 881,384    |
| 萊州省 老街省 高平省 諒山省 宣 · 光 · 省 奠 · 邊 · 省 山羅省 富 · 壽 · 省 太 · 原 · 省 河內市 北寧省 廣寧省 海防市 興安省 寧平省 清化省 乂安省 河靜省 廣治省 順化市 岘港市 廣義省 嘉萊省 多樂省 慶 · 和 · 省 林同省 同 · 奈 · 省 胡志明市 西 · 寧 · 省 同塔省 安江省 金甌省 芹苴市 永隆省 | 老街省   |            | 安沛坊      | 13,256.92   | 1,778,785  |
| 萊州省 老街省 高平省 諒山省 宣 · 光 · 省 奠 · 邊 · 省 山羅省 富 · 壽 · 省 太 · 原 · 省 河內市 北寧省 廣寧省 海防市 興安省 寧平省 清化省 乂安省 河靜省 廣治省 順化市 岘港市 廣義省 嘉萊省 多樂省 慶 · 和 · 省 林同省 同 · 奈 · 省 胡志明市 西 · 寧 · 省 同塔省 安江省 金甌省 芹苴市 永隆省 | 乂安省   |            | 場榮坊      | 16,486.50   | 3,831,694  |
| 萊州省 老街省 高平省 諒山省 宣 · 光 · 省 奠 · 邊 · 省 山羅省 富 · 壽 · 省 太 · 原 · 省 河內市 北寧省 廣寧省 海防市 興安省 寧平省 清化省 乂安省 河靜省 廣治省 順化市 岘港市 廣義省 嘉萊省 多樂省 慶 · 和 · 省 林同省 同 · 奈 · 省 胡志明市 西 · 寧 · 省 同塔省 安江省 金甌省 芹苴市 永隆省 | 寧平省   |            | 华闾坊      | 3,942.62    | 4,412,264  |
| 萊州省 老街省 高平省 諒山省 宣 · 光 · 省 奠 · 邊 · 省 山羅省 富 · 壽 · 省 太 · 原 · 省 河內市 北寧省 廣寧省 海防市 興安省 寧平省 清化省 乂安省 河靜省 廣治省 順化市 岘港市 廣義省 嘉萊省 多樂省 慶 · 和 · 省 林同省 同 · 奈 · 省 胡志明市 西 · 寧 · 省 同塔省 安江省 金甌省 芹苴市 永隆省 | 富壽省   |            | 越池坊      | 9,361.38    | 4,022,638  |
| 萊州省 老街省 高平省 諒山省 宣 · 光 · 省 奠 · 邊 · 省 山羅省 富 · 壽 · 省 太 · 原 · 省 河內市 北寧省 廣寧省 海防市 興安省 寧平省 清化省 乂安省 河靜省 廣治省 順化市 岘港市 廣義省 嘉萊省 多樂省 慶 · 和 · 省 林同省 同 · 奈 · 省 胡志明市 西 · 寧 · 省 同塔省 安江省 金甌省 芹苴市 永隆省 | 廣義省   |            | 錦城坊      | 14,832.55   | 2,161,755  |
| 萊州省 老街省 高平省 諒山省 宣 · 光 · 省 奠 · 邊 · 省 山羅省 富 · 壽 · 省 太 · 原 · 省 河內市 北寧省 廣寧省 海防市 興安省 寧平省 清化省 乂安省 河靜省 廣治省 順化市 岘港市 廣義省 嘉萊省 多樂省 慶 · 和 · 省 林同省 同 · 奈 · 省 胡志明市 西 · 寧 · 省 同塔省 安江省 金甌省 芹苴市 永隆省 | 廣寧省   |            | 下龍坊      | 6,207.95    | 1,497,447  |
| 萊州省 老街省 高平省 諒山省 宣 · 光 · 省 奠 · 邊 · 省 山羅省 富 · 壽 · 省 太 · 原 · 省 河內市 北寧省 廣寧省 海防市 興安省 寧平省 清化省 乂安省 河靜省 廣治省 順化市 岘港市 廣義省 嘉萊省 多樂省 慶 · 和 · 省 林同省 同 · 奈 · 省 胡志明市 西 · 寧 · 省 同塔省 安江省 金甌省 芹苴市 永隆省 | 廣治省   |            | 洞海坊      | 12,700.00   | 1,870,845  |
| 萊州省 老街省 高平省 諒山省 宣 · 光 · 省 奠 · 邊 · 省 山羅省 富 · 壽 · 省 太 · 原 · 省 河內市 北寧省 廣寧省 海防市 興安省 寧平省 清化省 乂安省 河靜省 廣治省 順化市 岘港市 廣義省 嘉萊省 多樂省 慶 · 和 · 省 林同省 同 · 奈 · 省 胡志明市 西 · 寧 · 省 同塔省 安江省 金甌省 芹苴市 永隆省 | 山罗省   |            | 呈核坊      | 14,108.89   | 1,404,587  |
| 萊州省 老街省 高平省 諒山省 宣 · 光 · 省 奠 · 邊 · 省 山羅省 富 · 壽 · 省 太 · 原 · 省 河內市 北寧省 廣寧省 海防市 興安省 寧平省 清化省 乂安省 河靜省 廣治省 順化市 岘港市 廣義省 嘉萊省 多樂省 慶 · 和 · 省 林同省 同 · 奈 · 省 胡志明市 西 · 寧 · 省 同塔省 安江省 金甌省 芹苴市 永隆省 | 西寧省   |            | 隆安坊      | 8,536.44    | 3,254,170  |
| 萊州省 老街省 高平省 諒山省 宣 · 光 · 省 奠 · 邊 · 省 山羅省 富 · 壽 · 省 太 · 原 · 省 河內市 北寧省 廣寧省 海防市 興安省 寧平省 清化省 乂安省 河靜省 廣治省 順化市 岘港市 廣義省 嘉萊省 多樂省 慶 · 和 · 省 林同省 同 · 奈 · 省 胡志明市 西 · 寧 · 省 同塔省 安江省 金甌省 芹苴市 永隆省 | 太原省   |            | 潘廷逢坊    | 8,375.21    | 1,799,489  |
| 萊州省 老街省 高平省 諒山省 宣 · 光 · 省 奠 · 邊 · 省 山羅省 富 · 壽 · 省 太 · 原 · 省 河內市 北寧省 廣寧省 海防市 興安省 寧平省 清化省 乂安省 河靜省 廣治省 順化市 岘港市 廣義省 嘉萊省 多樂省 慶 · 和 · 省 林同省 同 · 奈 · 省 胡志明市 西 · 寧 · 省 同塔省 安江省 金甌省 芹苴市 永隆省 | 清化省   |            | 鹤城坊      | 11,114.71   | 4,324,783  |
| 萊州省 老街省 高平省 諒山省 宣 · 光 · 省 奠 · 邊 · 省 山羅省 富 · 壽 · 省 太 · 原 · 省 河內市 北寧省 廣寧省 海防市 興安省 寧平省 清化省 乂安省 河靜省 廣治省 順化市 岘港市 廣義省 嘉萊省 多樂省 慶 · 和 · 省 林同省 同 · 奈 · 省 胡志明市 西 · 寧 · 省 同塔省 安江省 金甌省 芹苴市 永隆省 | 宣光省   |            | 明春坊      | 13,795.50   | 1,865,270  |
| 萊州省 老街省 高平省 諒山省 宣 · 光 · 省 奠 · 邊 · 省 山羅省 富 · 壽 · 省 太 · 原 · 省 河內市 北寧省 廣寧省 海防市 興安省 寧平省 清化省 乂安省 河靜省 廣治省 順化市 岘港市 廣義省 嘉萊省 多樂省 慶 · 和 · 省 林同省 同 · 奈 · 省 胡志明市 西 · 寧 · 省 同塔省 安江省 金甌省 芹苴市 永隆省 | 永隆省   |            | 隆洲坊      | 6,296.20    | 4,257,581  |

## 地理

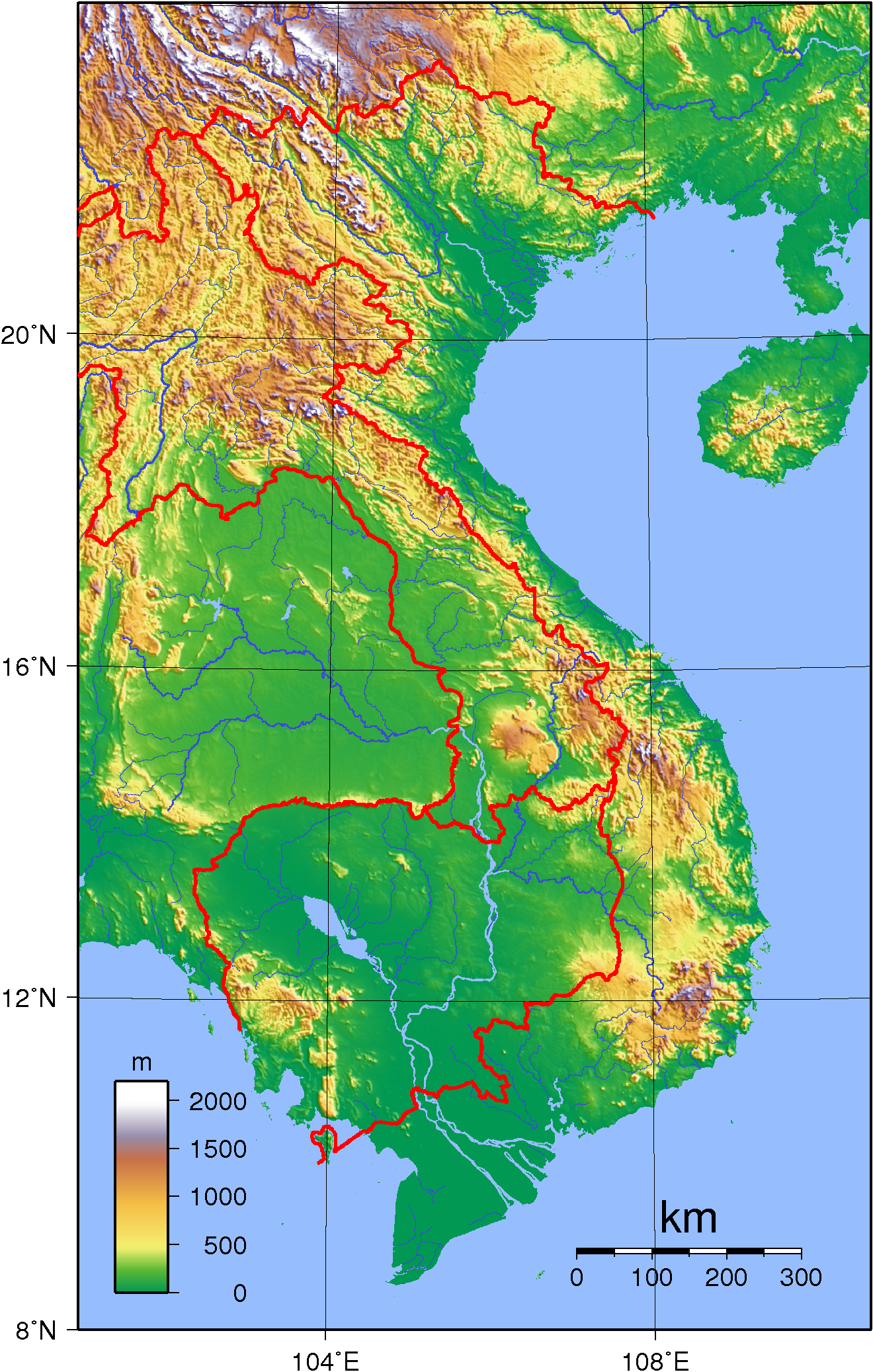
越南地形圖

越南位於亞洲大陸東南方的中南半島東部沿海，由北至南比鄰北部灣、南海和暹羅灣等海域，位於北緯8度30分至23度22分、東經102度10分至109度分之間，屬熱帶國家:2，國土面積為331,210平方公里，是世界上第67大面積的國家。越南北部與中華人民共和國接壤，邊界長達1,347公里，西領寮國（邊界1,650公里）與柬埔寨（邊界930公里），海岸線長達3,260公里:372。越南國土狹長，最北的河江省同文縣弄顧村至最南的金甌省金甌角歷頭村長達1,640公里，而中部的廣平省濱海城市洞海到與寮國邊境邊境一帶的戈龍村則為全國東西最窄者，僅48公里，最寬的則是北部廣寧省芒街到萊州省阿巴寨，達600公里:2。越南的地形常被形容為「一條扁擔挑著兩個穀筐」，扁擔指西北—東南向的安南山脈，兩個谷筐則是指南北兩個主要生產稻穀（糧倉）的平原:6。越南全國總面積有3/4為丘陵、高原和山地:4、僅1/4是平原:3，並有著極為豐沛的水資源，全國大小河流共2,860條，總長達4.1萬公里，沿海岸線計算，每20公里就有一條河入海，其南方西部地區河流水道密集，有著多處溼地和沼澤:4。
按照地貌，越南地形大致可分作北中南三部份，其北部多山，高度由西向東遞減，西部地形相當險要，高度約在1,500至2,500米之間，是中南半島地勢最高的地區:3，有著「中南半島的屋脊」之稱，其中便有越南的最高峰——番西邦峰（海拔3,143公尺，也是半島的最高峰:3）。中越交界地一帶的山體主要由石灰岩所構成，稱之為「喀斯特地形」，由於其容易被水溶解的特性，形成此地石林和溶洞的奇景。北部平原由長約1,140公里的紅河（因沖刷帶來大量的紅土而得名）沖刷而成，該河含沙量極高（每年約2億噸:8），每年都使出海口陸地向外推進100米左右，形成面積約15,000至20,000平方公里的「红河三角洲」:6:10。越南中部有著綿延1,200多公里的安南山脈，是越南與寮國和柬埔寨的自然疆界:5，原為高原，後被沖刷成多條深谷，並構成越南地形的主幹，其東面瀕臨近海，傾斜陡急，西面則傾斜平緩:3，還有著越南最大的高原——「西原」，面積達3.7萬平方公里，此地森林密佈、草原遼闊，適宜種植咖啡、茶葉、胡椒、橡膠等經濟作物:7-8，還有重要的同奈河水系，長300公里:10，是越南中部的主要河流之一。越南南部地區地勢較為平穩，大多不超過海拔5米，由長約4,668公里的湄公河沖刷而成，該河是中南半島最長的河流:372，因出海口分為九條支流入海，又稱為「九龍江」。雖然湄公河在越南境內的流域僅佔其總長度的1/20（220公里），卻是最肥沃的地區，常常自中上游沖刷腐植質到越南境內，形成面積約40,000平方公里的「湄公河三角洲」，這是越南面積最大、土地最肥沃的平原，約佔全國糧食總產量40％:7。湄公河也同樣不斷擴張著出海口的土地面積，每年約延伸60至80米:4-5。
越南共有大小島嶼2700座，總面積達17,000平方公里，其中有84座島面積在一平方公里以上。越南島嶼多集中於東北部的廣寧省—海防市以東海域和最南端的坚江省—金瓯省以南海域，前者約佔總數量的83％:11。越南的主要島嶼有白龍尾島、姑蘇島、暹羅灣的土珠群島、富國島等等，另外也和中華人民共和國、中華民國、馬來西亞、菲律賓、汶萊有著南沙群島所有權的紛爭:13。

## 人口・民族
截至2020年，越南总人口达9,758万，居世界第15位，在东南亚地区排名第3位，其中男性占总人口49.8%，女性占总人口50.2%。全国有63.2%的人口生活在乡村地区。越南也是世界上人口密度最高的国家之一，2019年每平方公里人口密度为290人，主要分布在沿海地区，北部的红河平原（红河三角洲）是全国人口最密集的地区。最大城市胡志明市和首都河内是全国人口第一、第二大市。
越南是一个多民族国家，共有54个民族，京族（也称越族）为主要民族，占总人口86.2%，华裔人口约占总人口的1%左右。

## 經濟

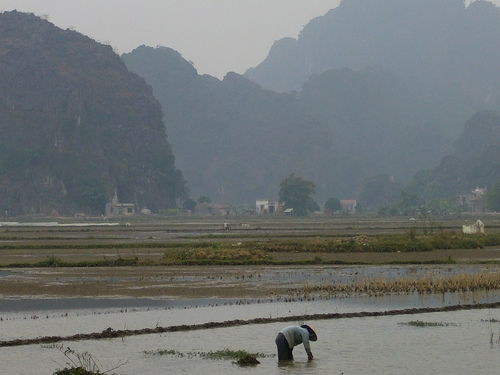
種植稻米

越南自1986年開始施行革新開放、2001年確定建立社会主义主导的市场经济之后，国民经济发展迅速，成为亚洲乃至全球经济增长速度最快的经济体之一，國內生產總值年均增长率一直保持在6%以上，由世界上最贫穷的国家之一进入中等收入国家行列，也是全球在COVID-19疫情影响下为数不多能保持经济正增长的国家，2022年越南国内生产总值（GDP）首次突破4000亿美元，达4090亿美元，人均GDP约为4110美元，全年经济增速为8.02%，为12年来最大增幅。。
越南的地理位置和自然条件十分有利于农业活动，盛产稻米、热带作物和水产品，是东南亚的农产品出口大国，越南是全球腰果加工、出口第一大国，约占世界腰果出口量的80％，全球第二大稻米出口国，全球第二大咖啡出口国、最大罗布斯塔咖啡出口国。
越南自2007年加入世界贸易组织（WTO）以来，通过引进外资，大力建设工业园区，发展出口导向型经济，承接全球产业供应链转移，开始成为全球海外投资重要目的地及亚洲新兴的制造业中心，从农业国逐步成为电子产品生产和出口国，自2012年开始，电子产品成为越南最大的出口产品。越南是全球第二大纺织品服装出口国，纺织业和服装制造业是越南的主要产业之一，纺织品及服装出口量居全国第二位。

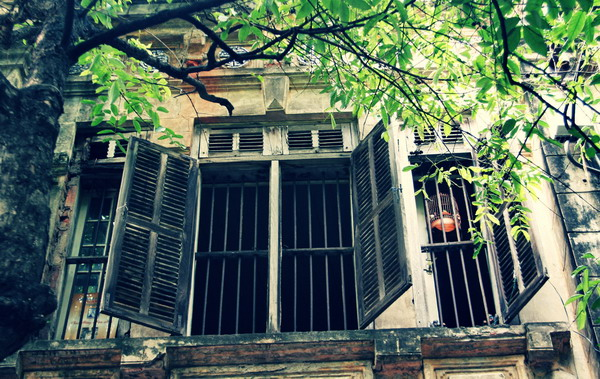
阮超街
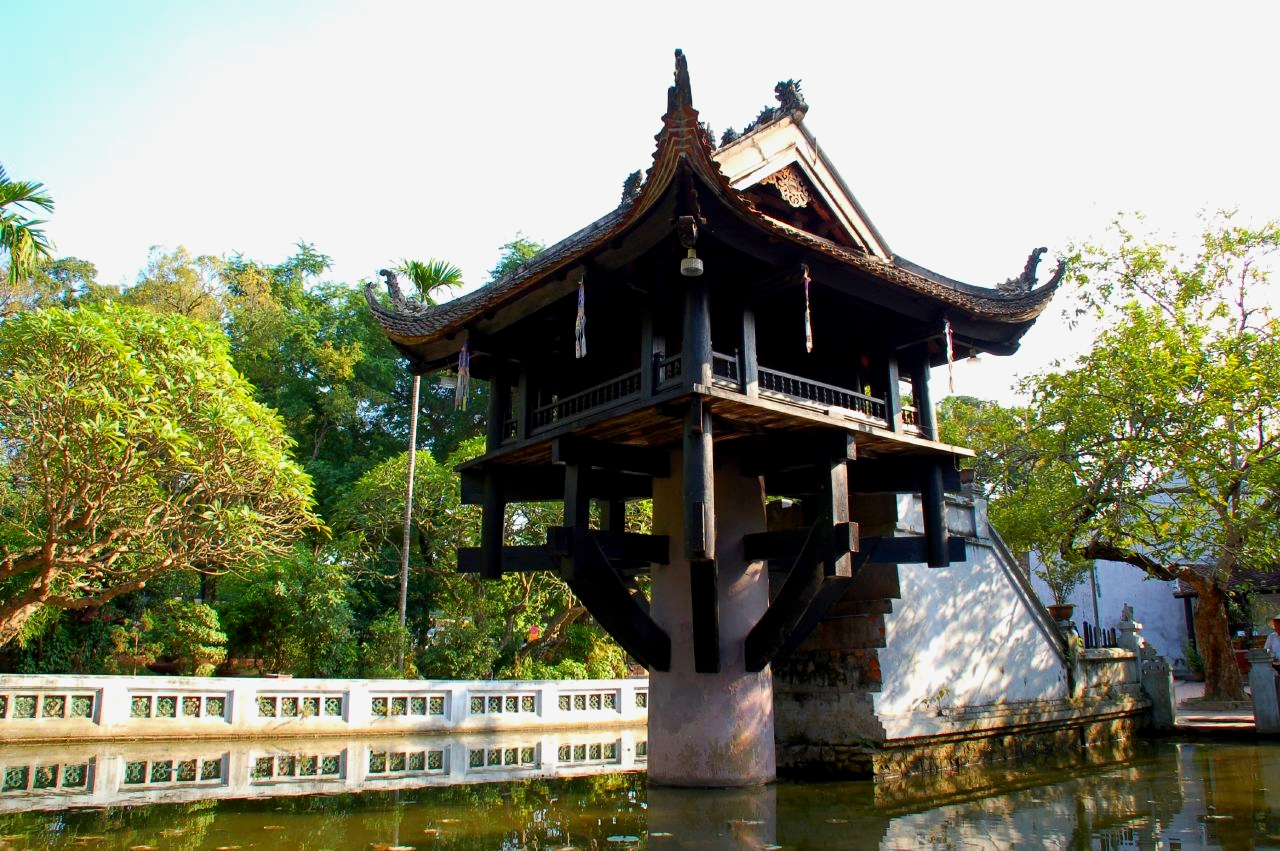
一柱塔
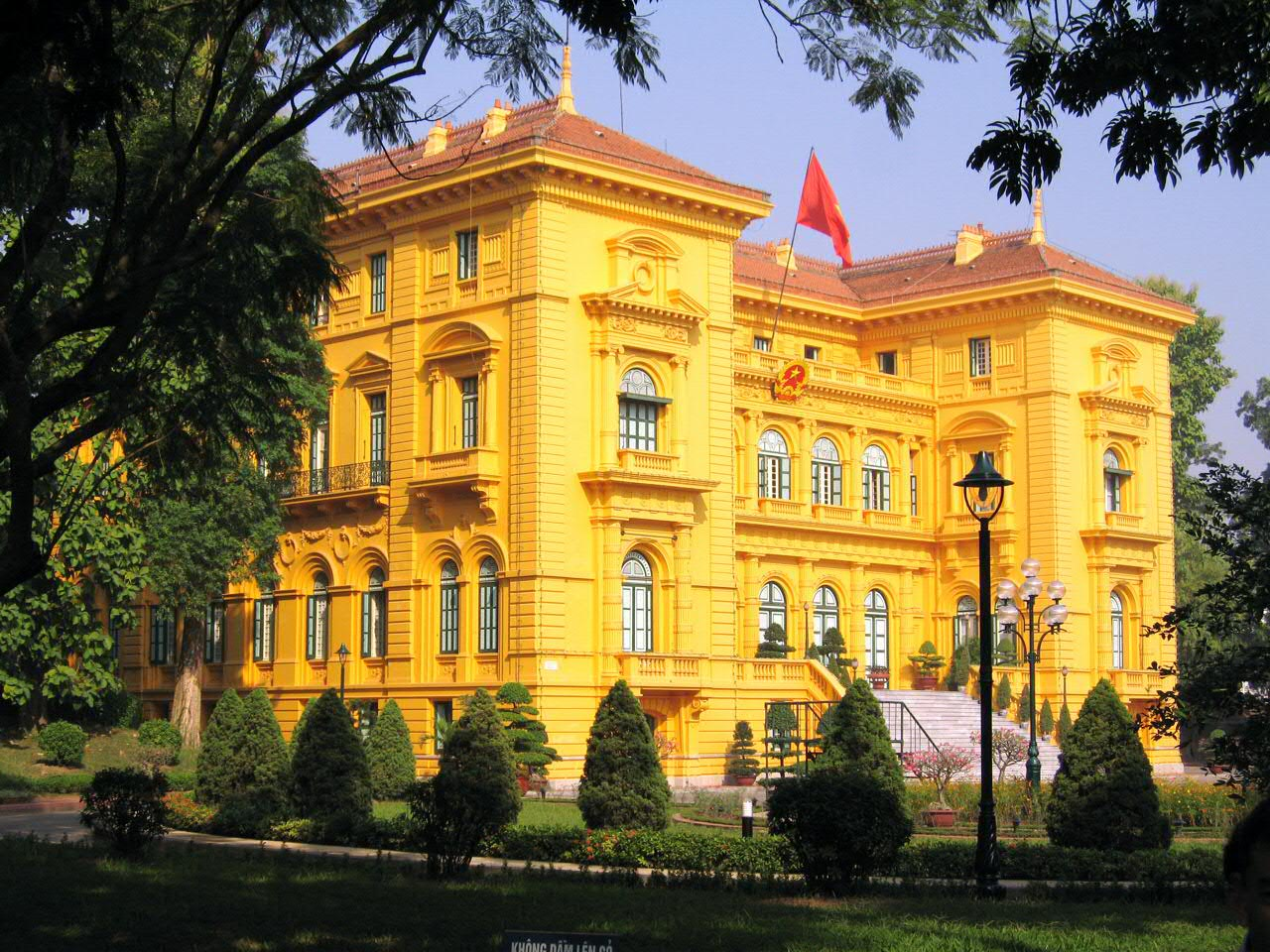
法國總督府
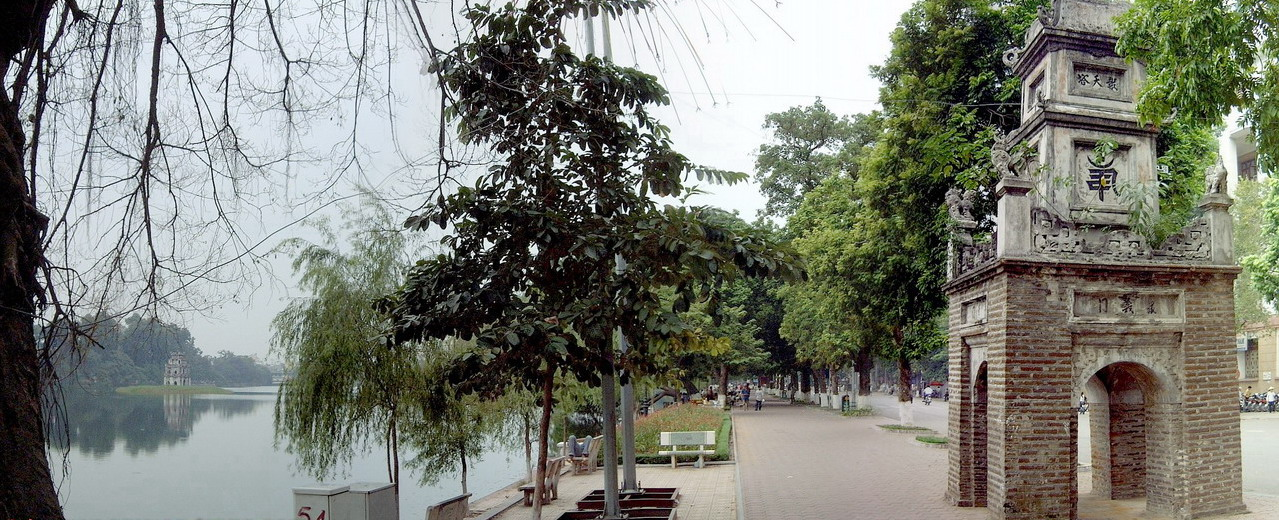
还剑湖入口
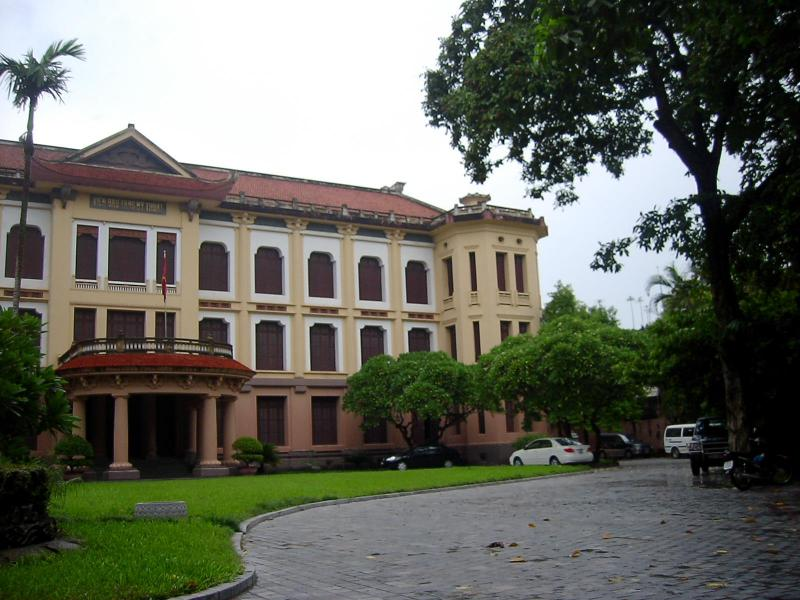
國立藝術博物館
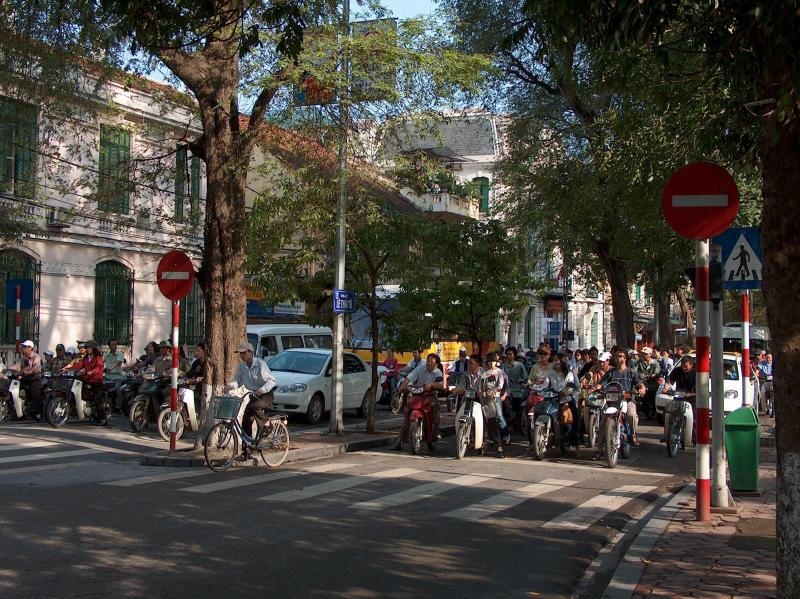
河內街頭
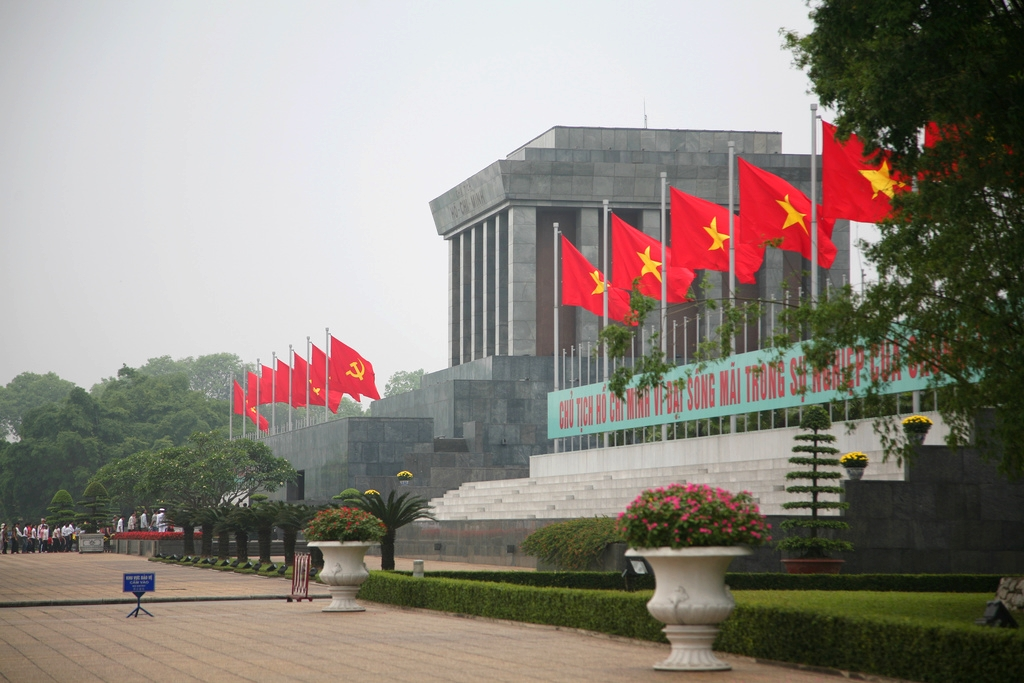
胡志明纪念堂
統一公園
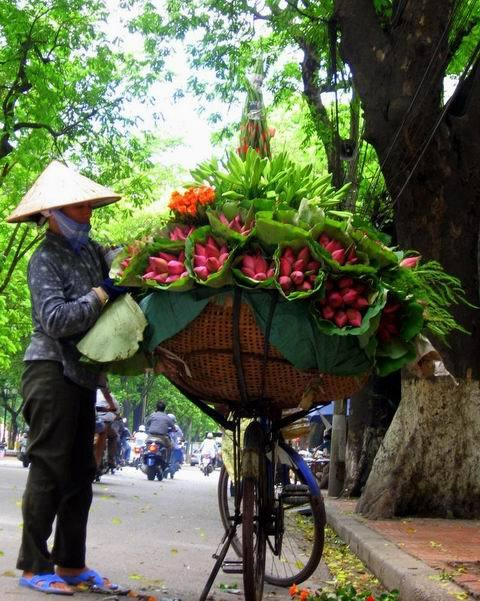
賣花車
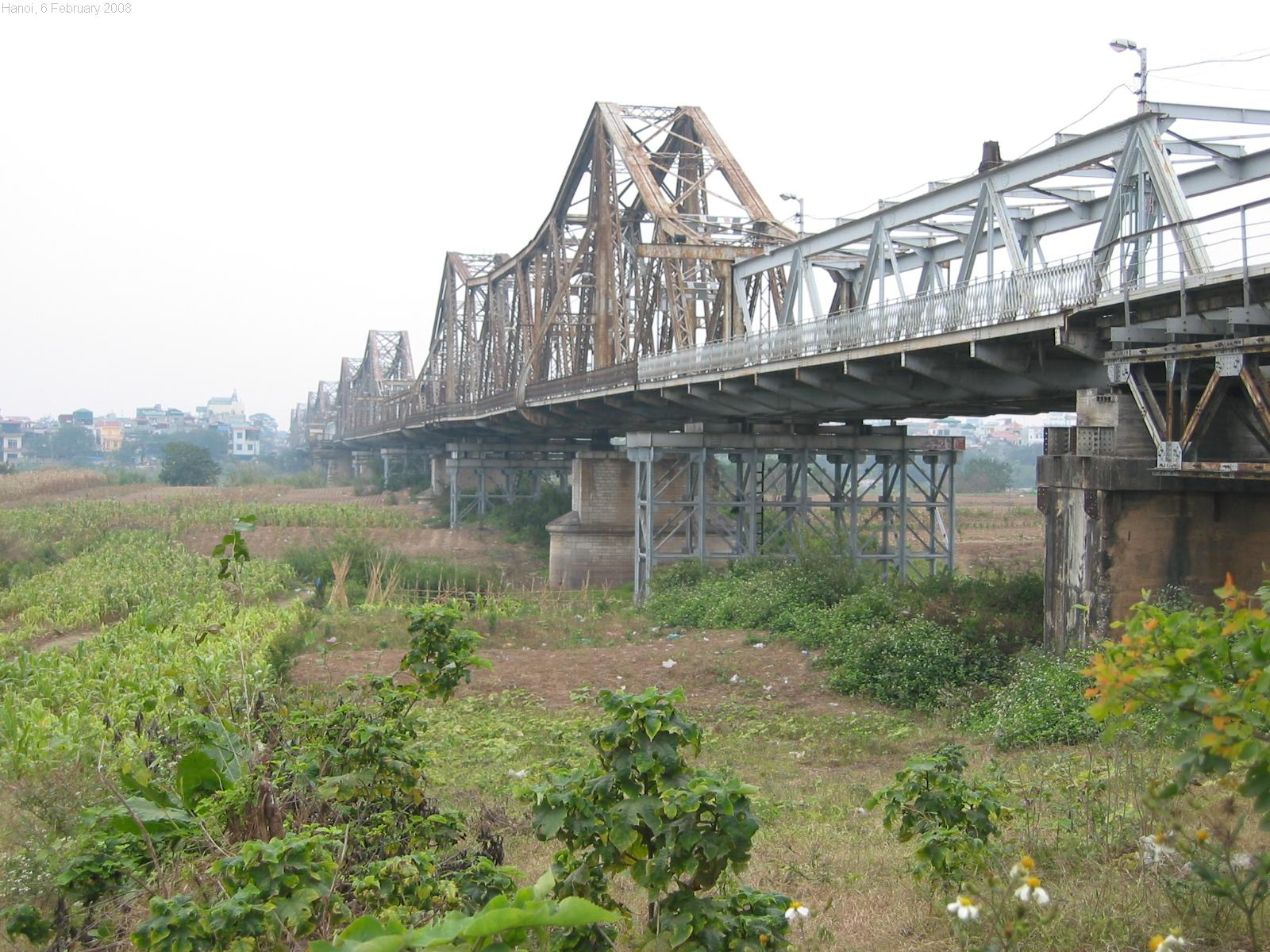
龍編橋
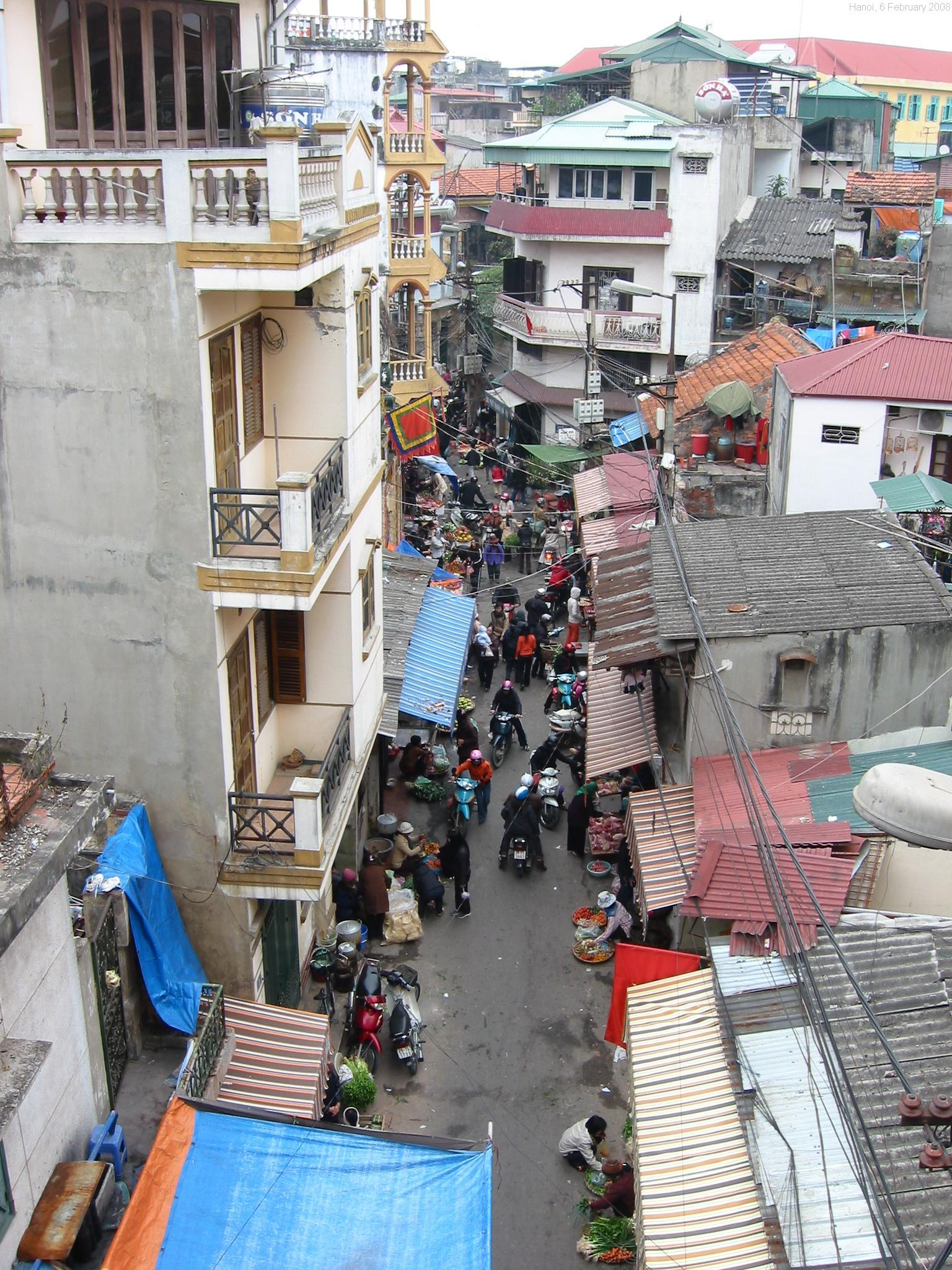
舊公寓街區
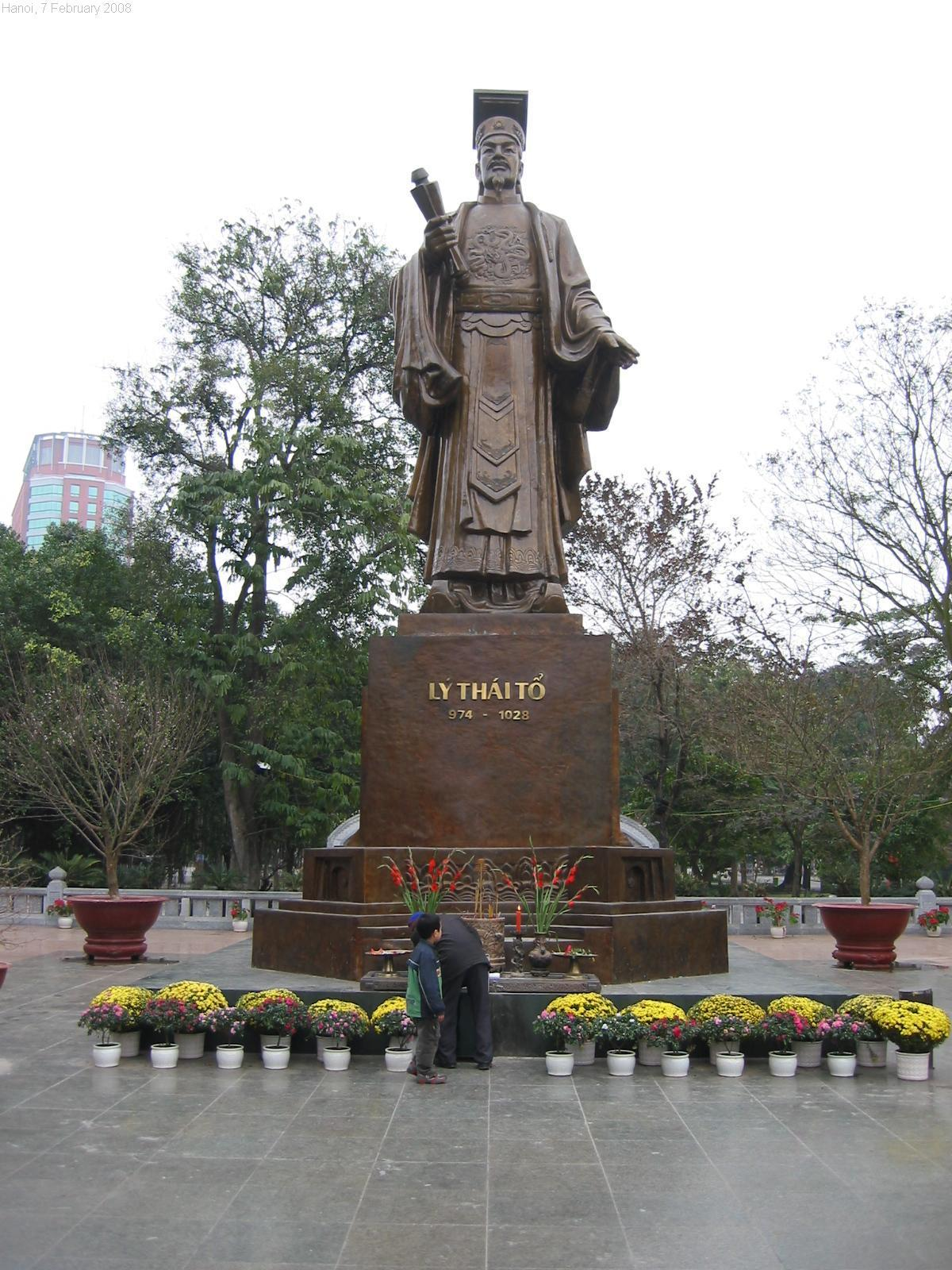
李公蘊雕像
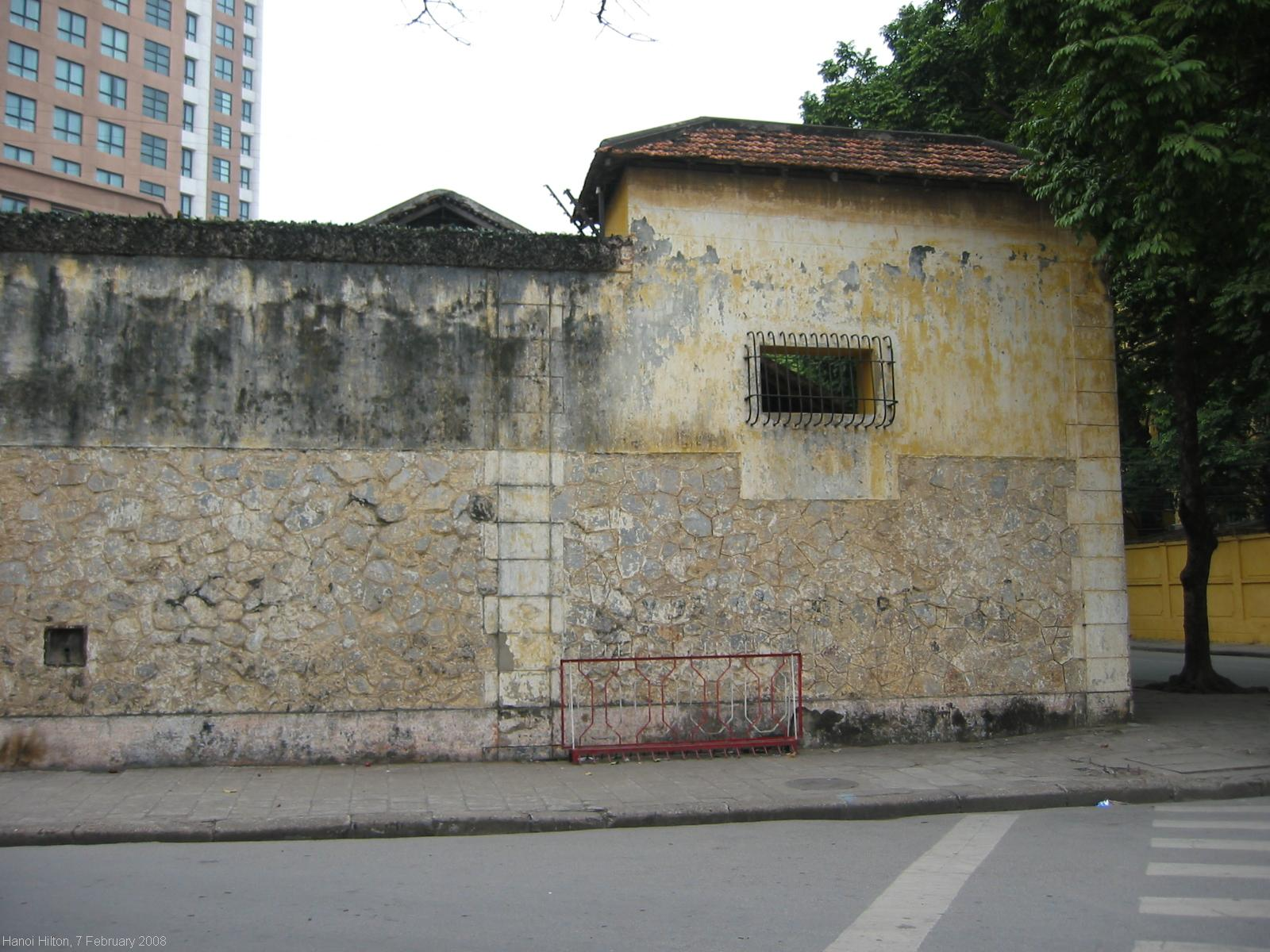
河內希爾頓監獄
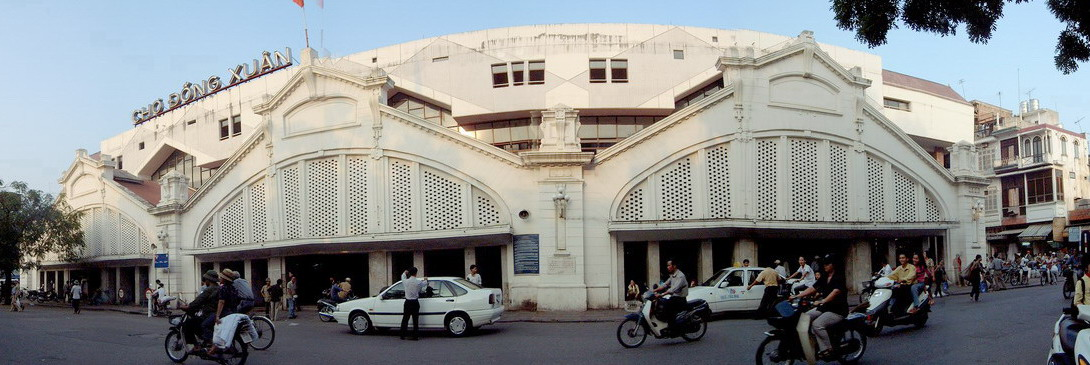
同春市场
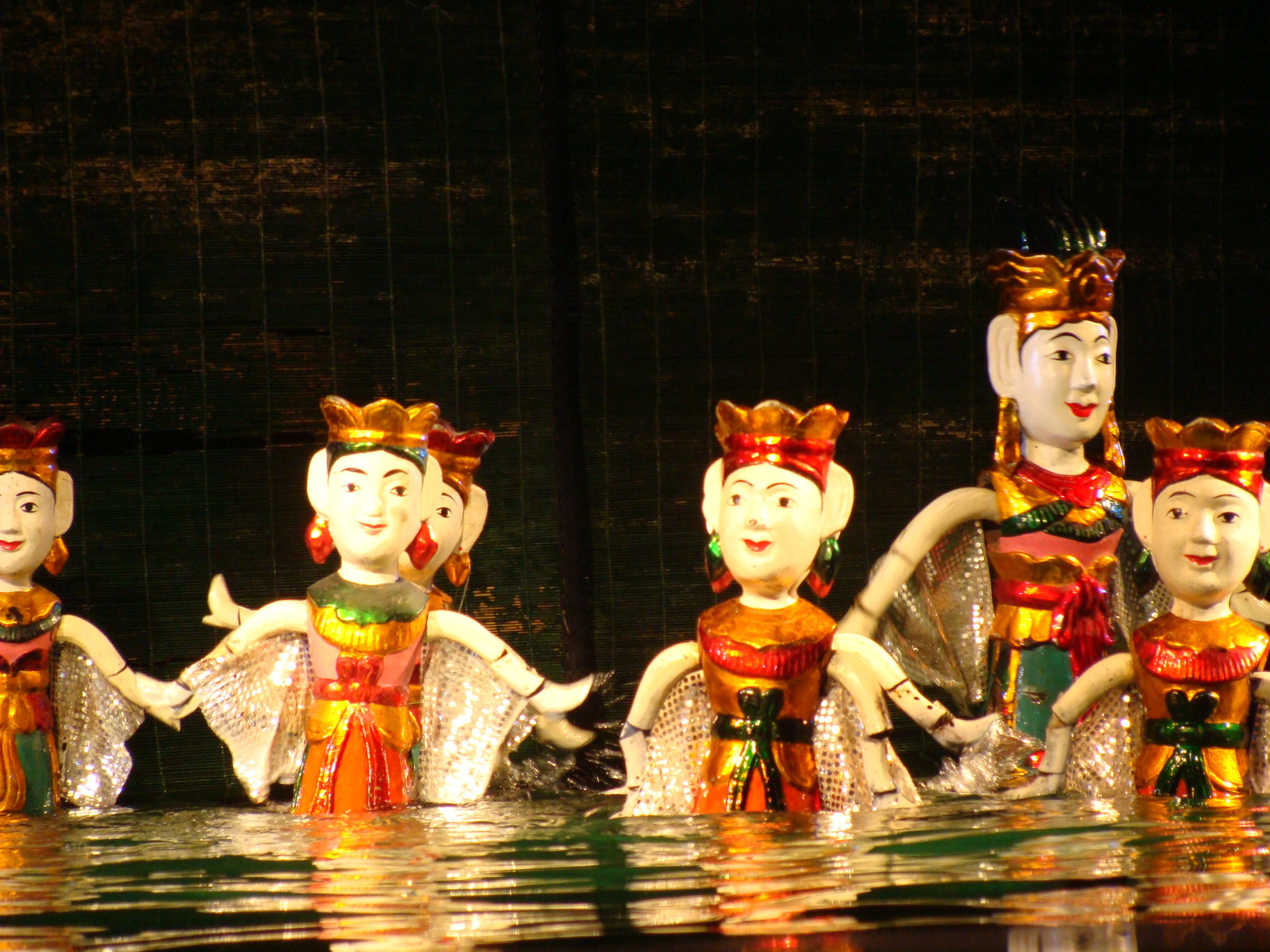
水上木偶秀
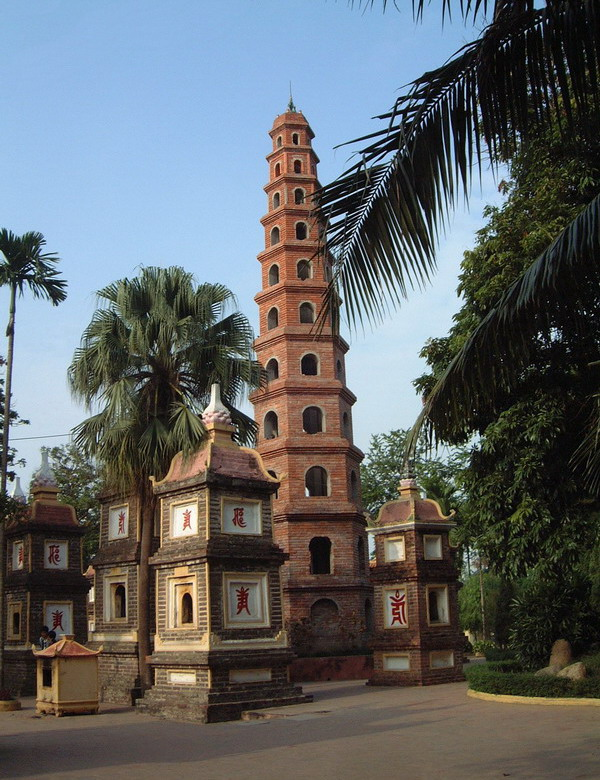
鎮國寺寶塔
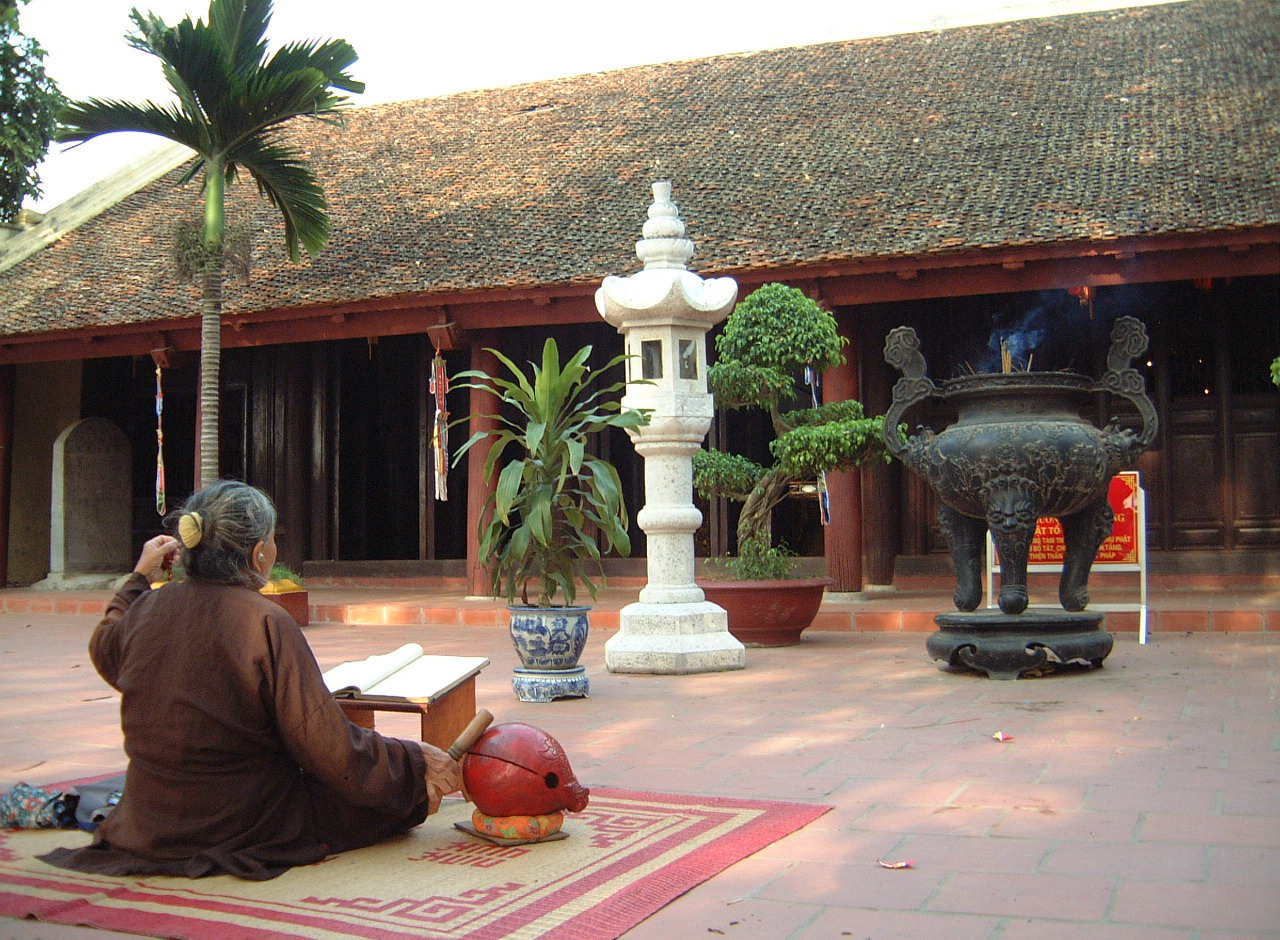
鎮國寺花園
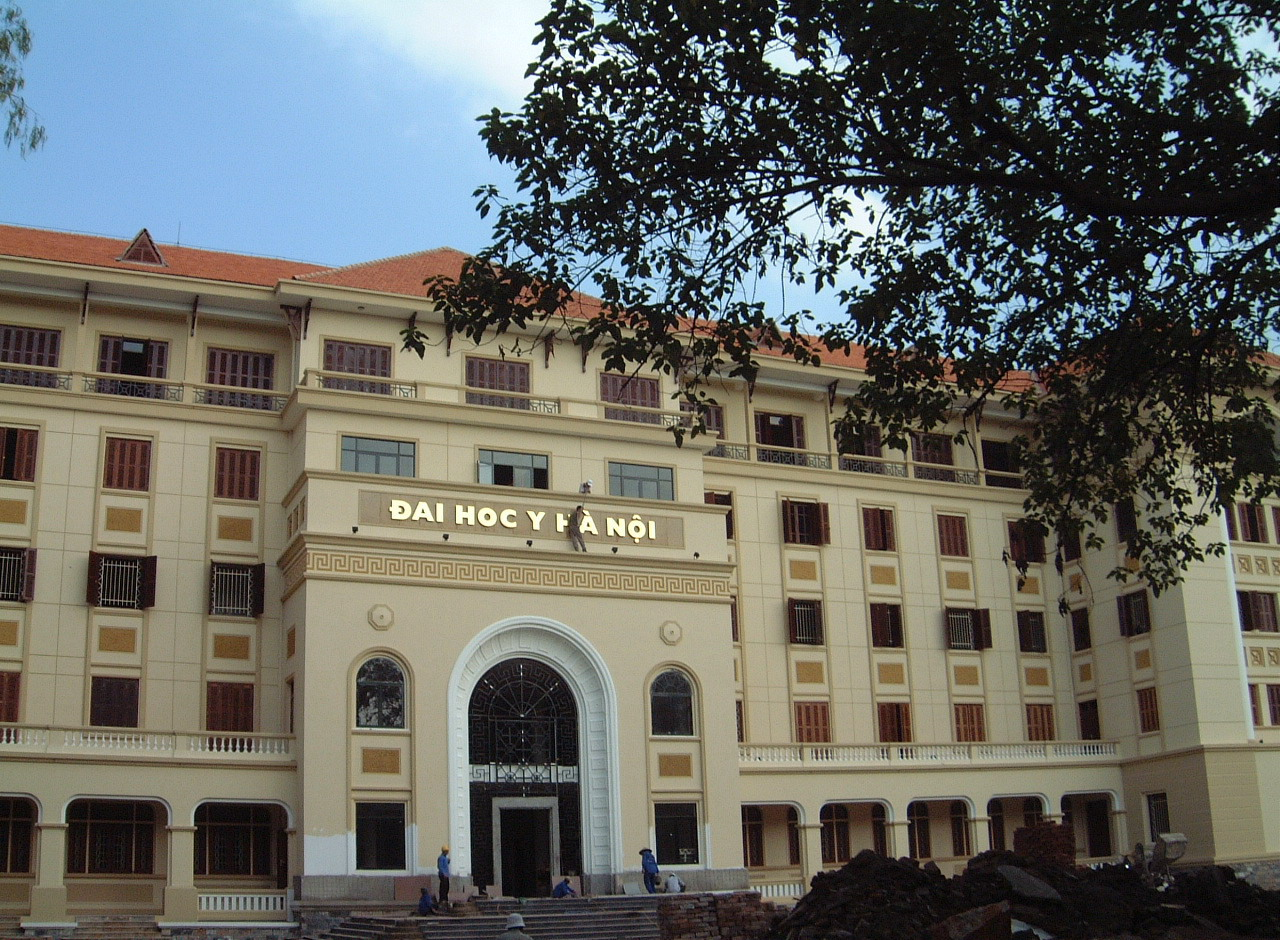
河內醫學院
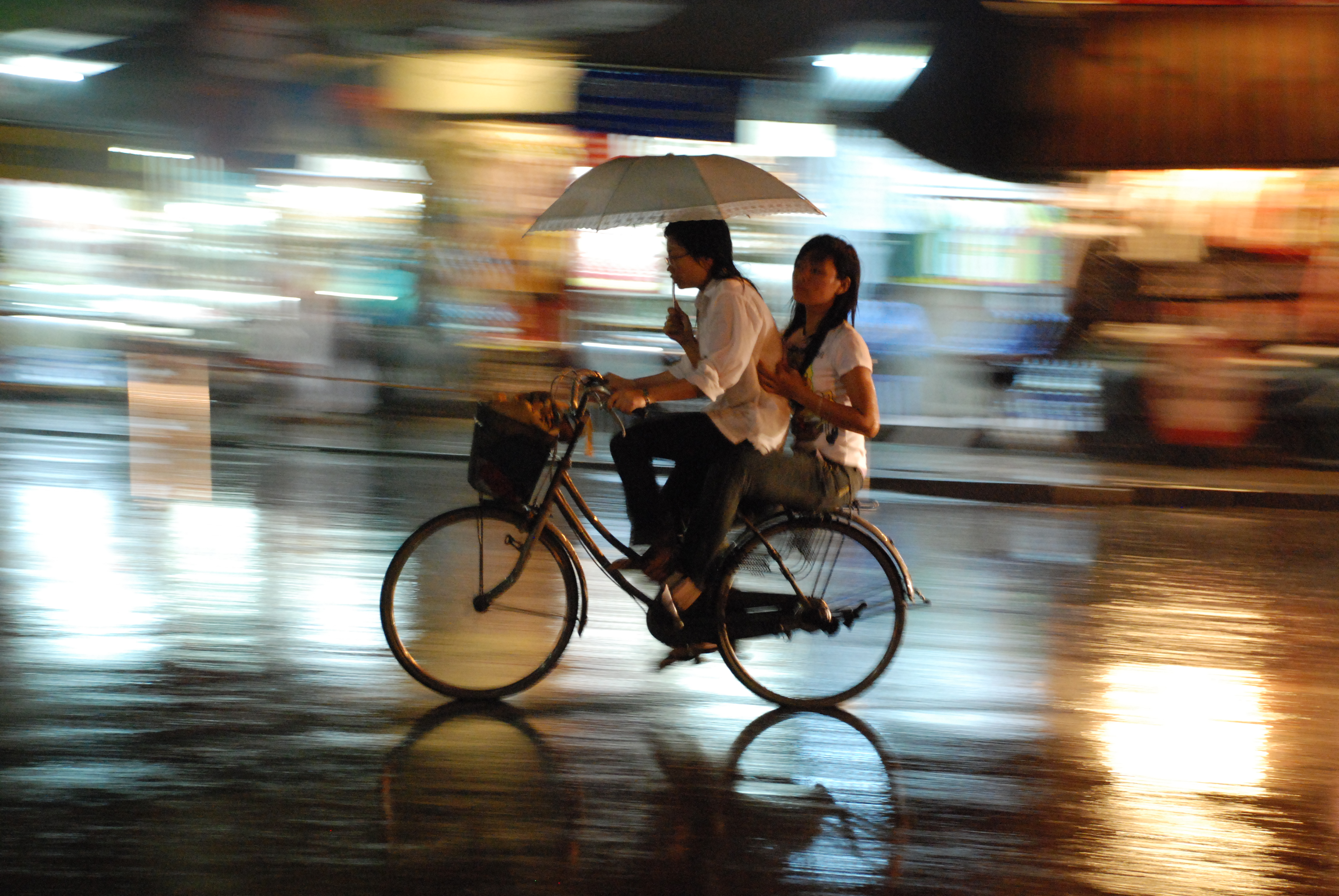
自行车是越南主要交通工具
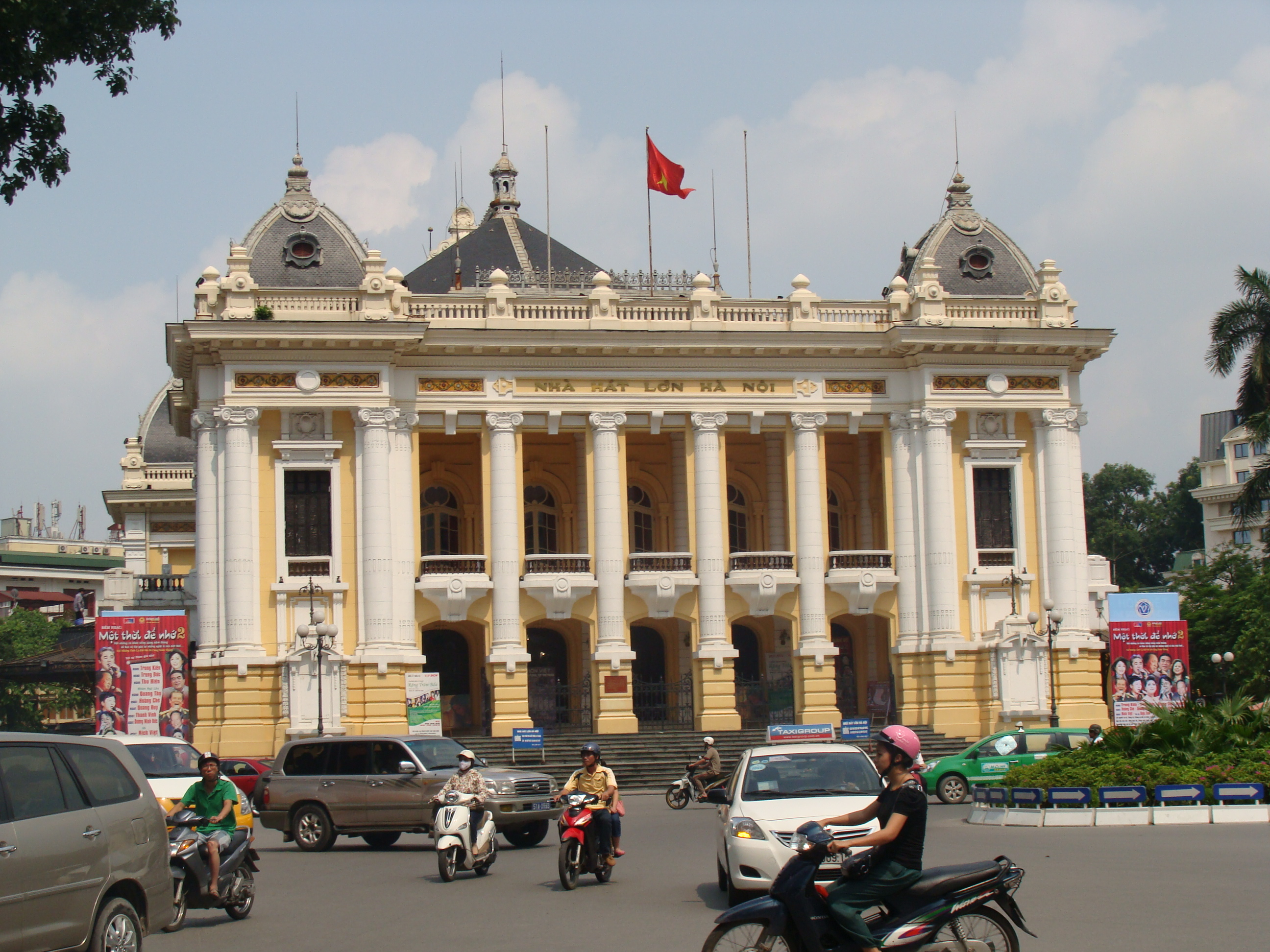
越南國家歌劇院
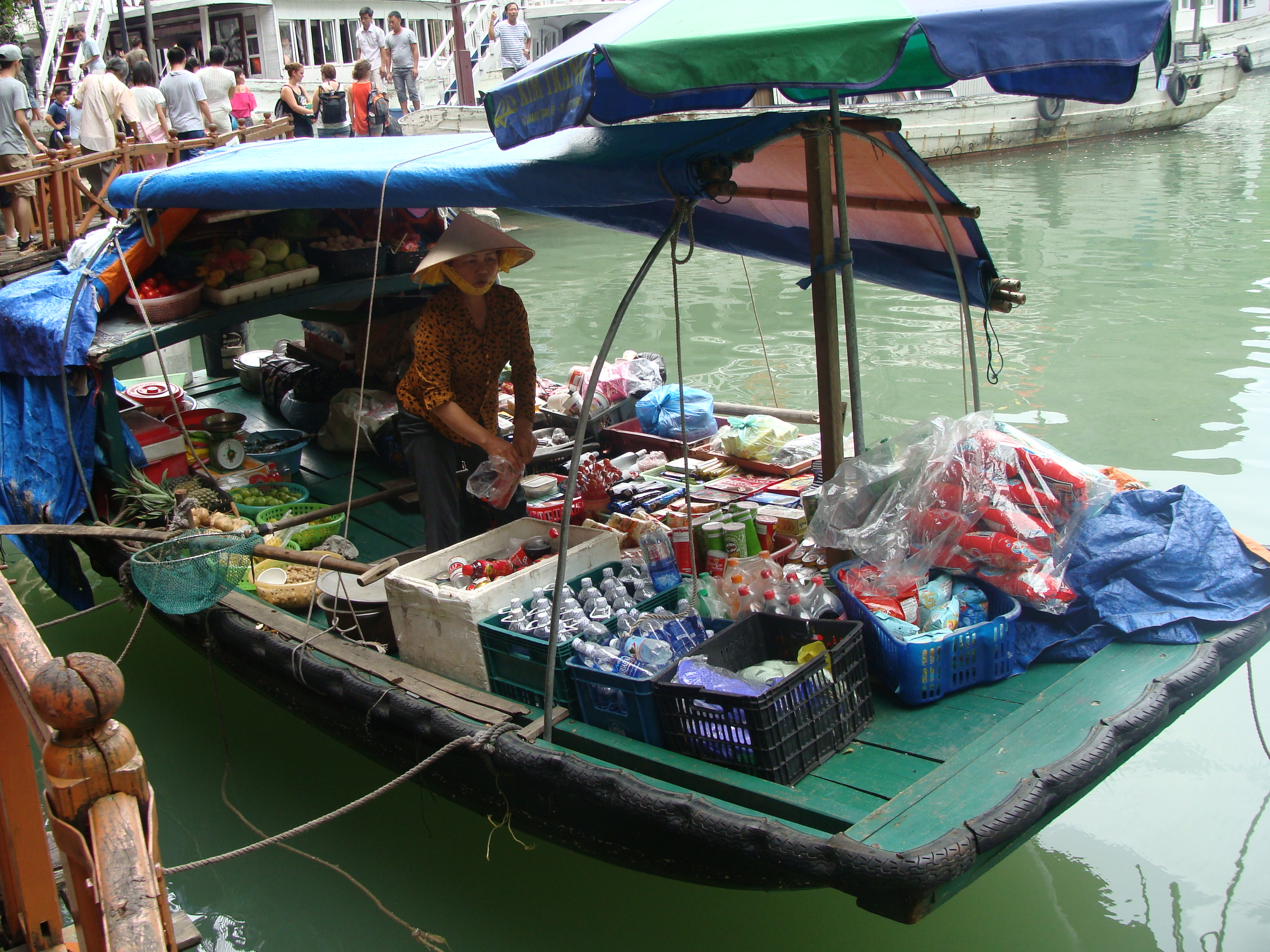
水上人家

## 文化

### 宗教
越南主要有六大宗教：
- 佛教：越南最大的宗教。越南佛教最原始是從印度傳入，大約在第一世紀初，印度商人已經經由海路進入越南，其中有許多为佛教徒商人，因此佛教開始傳入了越南。东汉末年，大乘佛教从中国传入越南，越南人称为“北傳”。10世纪后，被尊为国教。上座部佛教从泰国和柬埔寨传入，称之为“南傳”。目前全国佛教徒约1,000多萬人。其中又以信仰北傳佛教者居多。
- 天主教：1533年傳入越南，發展迅速。法國統治時期取得合法地位。目前有信徒約700多萬，南方的同奈省是越南天主教友最多的地區，教堂林立。位於胡志明市中心的哥特式聖母大教堂是該市的重要旅遊景點，教堂前的「巴黎公社廣場」上豎立手捧地球的巨大聖母像。海濱度假城市頭頓的耶穌山上，矗立著32米高的巨型耶穌像。（建於1974年）。前阮朝的南芳皇后和南越總統吳廷琰都篤信天主教。越南現在使用的拼音文字，也是一位法國耶穌會傳教士羅德（Alexandre de Rhodes）所發明。
- 基督新教：1893年傳入西貢，但遭法國殖民當局的禁止。直到1920年，宣道會在越南打穩基礎。現有不少新教徒，主要分佈在河內、海防、承天、廣南－峴港、波萊古、平順等地。
- 高台教：是1926年吴文昭、黎文忠揉和佛教、基督教、道教、儒教创立的本土宗教，在越南南部有大量信眾。全称为“大道三期普渡高台教”。信奉孔子（人道）、姜太公（神道）、耶稣（圣道）、老子（仙道）、释迦（佛道）。越南南部的西宁、迪石等地的京族农民大部分信仰高台教，每日6点、12点、18点、24点要焚香诵经。
- 和好教：1939年黄富楚创立，有不少信徒。该教为佛教的本土变体，但不建寺庙，用一块红布代替神像，供品为鲜花和清水。流行于越南南部的安江、同塔、河仙、东川等地。
- 伊斯蘭教：主要為生活在越南南部的部分占族人所信奉，人数不多。

另外，由於受到中國文化與儒家思想影響，在越南祭祖的习俗也頗普遍，少部分人信奉越南道教。

### 語言
越南是一個多語言、多民族的國家，官方正式認定公布的民族共有54族。依據越南統計總局於2010年所公布，於2009年進行的人口普查結果，全國總人口約8,584萬人。其中主體民族京族占85.7%，其餘53個少數民族佔14.3%。京族人就是一般常稱的越南人，母語为越南語。若就語言分類的角度看，越南的語言遠多於54個。根據Ethnologue（Lewis 2009:537）的紀錄，若不包含手語，越南境內共有105種語言。越南政府認定的54個民族分屬於南亞語系、壯侗語系、苗瑤語系、南島語系和漢藏語系。屬於南亞語系的越南語被採用為全國官方語言，用於教育體制及大眾媒體。約90%的少數民族人口均可不同程度地使用越南語。近年來隨著少數民族語言意識的抬頭，民族母語的教育權與傳播權逐漸受到重視。譬如，越南之聲廣播電台和越南国家电视台使用一些少数民族語如苗語、泰語、高棉語、色当语、巴拿语、嘉莱语等播出节目。
越南語因為過去曾用漢字且有数量巨大的漢越詞和漢語借詞，於20世紀初曾被誤會為漢藏語系的一員。後來經過深入研究其起源，才發現越語應該分類在南亞語系里較適當。越南語大約可分為北中南三大方言群，除了少數腔調及詞彙的差異外，基本上方言之間可以互相溝通理解。目前越南是以位於北方的首都河內腔為標準。目前臺灣有關越南語的學術研究與出版多數來自成功大學越南研究中心。
在中國統治期間，漢字被採用為正式的官方文字。稍後的藩屬國期間（約10世紀起）民間發展出民族文字「字喃」；越南著名的漢喃文小說《金雲翹傳》（阮攸著）便大量採用了喃字。另外，16世紀末經由西歐傳教士傳入羅馬字來書寫越南語。經過不少傳教士的努力之下，法國籍傳教士羅歷山在1651年出版第一本越南羅馬字辭典《越、葡、拉》。羅歷山的羅馬字方案經過不同時期微幅修改後，才發展成現在越南普遍使用的正式文字。19世紀後半期至20世紀上半段，越南淪為法國的殖民地。在法國殖民統治時期，法語取代漢文及越南語而成為越南的官方語言。1945年胡志明宣布越南獨立並成立「越南民主共和國」後，他並隨即宣布採用越南語和越南羅馬字為官方語言的政策。自此，越南語和越南羅馬字取代法語、漢字而成為當今越南唯一的口語和書寫語標準。
漢字在越南被使用了約二千年，知识分子使用汉字著书立说，政府文件亦使用汉字。不过在越南文學史上，古典文學通常指用字喃書寫的作品，近現代文學則指用越南羅馬字寫的文學作品（不含法語寫的殖民文學），所以跟日韓所指的漢字意思並不相同。

### 教育

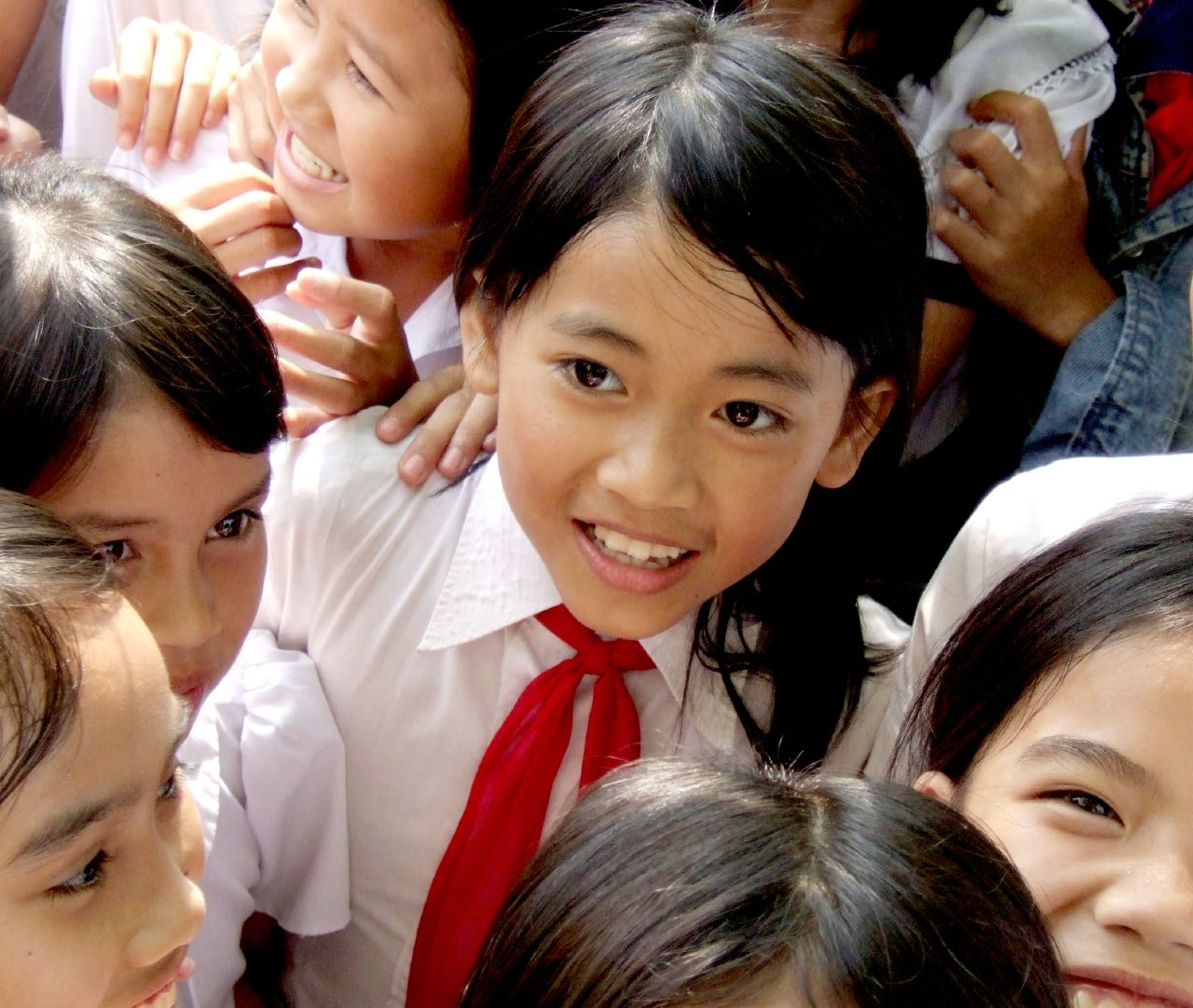
越南岘港的小学生

2000年越南已基本實現小學義務教育普及化的目標。2001年全面推廣9年義務教育。2001-2002學年，越南全國在校大、中、小學學生約1,860萬名。全國共有2.58萬所三級普通學校，179所高等院校。2001年大學在校學生91萬人。著名大學有河内国家大学、胡志明市國家大學、順化大學、太原大學、峴港大學、河內百科大學、雄王大學等。

### 文學
越南文聯是由全國性文學藝術協會、全國61個省、中央直轄市文學藝術界聯合會和全國專業文藝工作者聯合組成的人民團體。其最高權力機構為全國代表大會及其選舉產生的全國委員會。全國委員會選舉主席1名，副主席若幹名及委員若幹名組成主席團。越南文聯全國委員會設在首都河內。

### 廣播電視

越南国家电视台台标

越南广播电视和大众媒体均为国营国有，並由越南共产党、越南政府管理运营，广播的历史可以追溯到1945年，當年8月，越南軍隊在河內郊區繳獲法國無線電發射機，以此成立越南之聲廣播電臺，用有聲無線電和摩爾斯電碼傳播秘密和公開信息，同時承擔國家通訊社的任務。1950年，越南通訊社分出成立獨立機構。1976年全國統一後，同越南南方解放通訊社合併。80年代以來，廣播事業取得較快的發展。對外廣播語種有漢語、英語、法語、俄語、西班牙語、日語、泰語、老撾語、高棉語、印尼語等。全國各省、市設有各地地方電臺，每天累計播音時間約300小時。近幾年，越南之聲電臺大量採用新技術，開發新頻道，並且開始了互聯網廣播，其播出時數也大幅度增加。
始于1970年的国营机构越南国家电视台（VTV）是越南最主要的电视媒体，设有9条免费电视频道，旗下的越南影视制作中心（VFC）是越南语电视连续剧制作的主要部门之一。2020年12月28日，越南已正式停止在全国范围内提供模拟电视信号覆盖，实现全国地面电视广播数字化。

### 传统文化

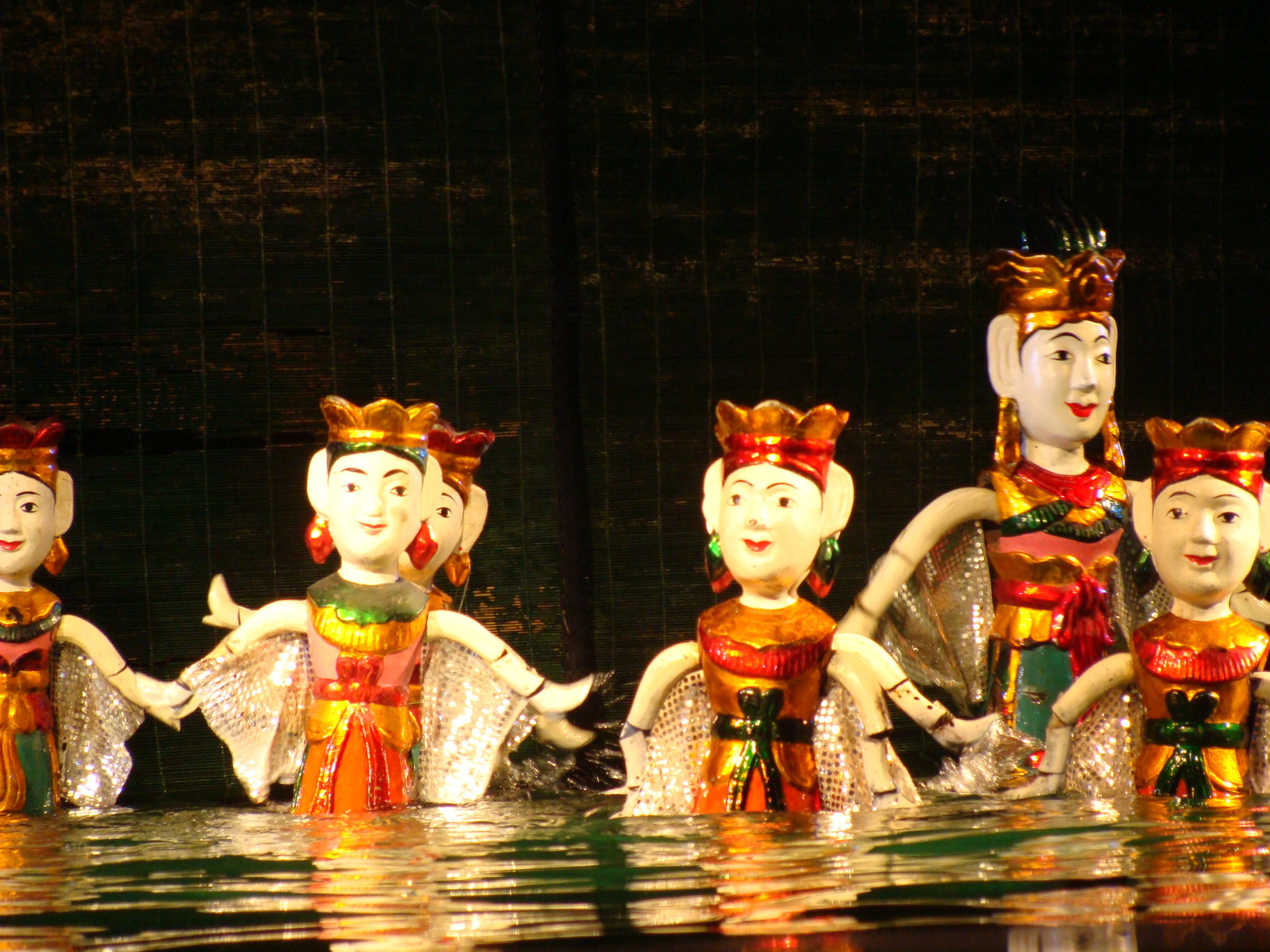
水上木偶秀

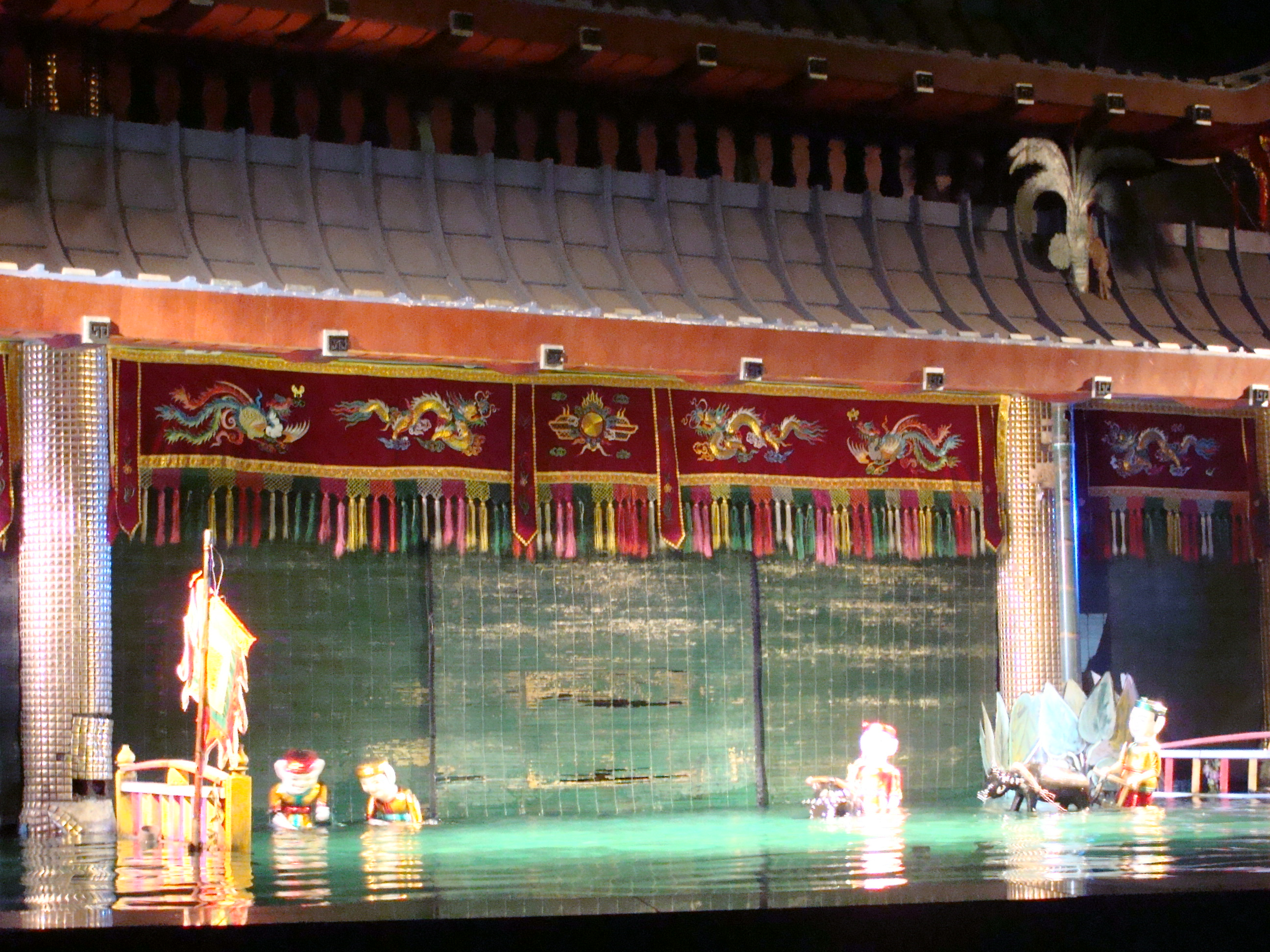
水上木偶秀

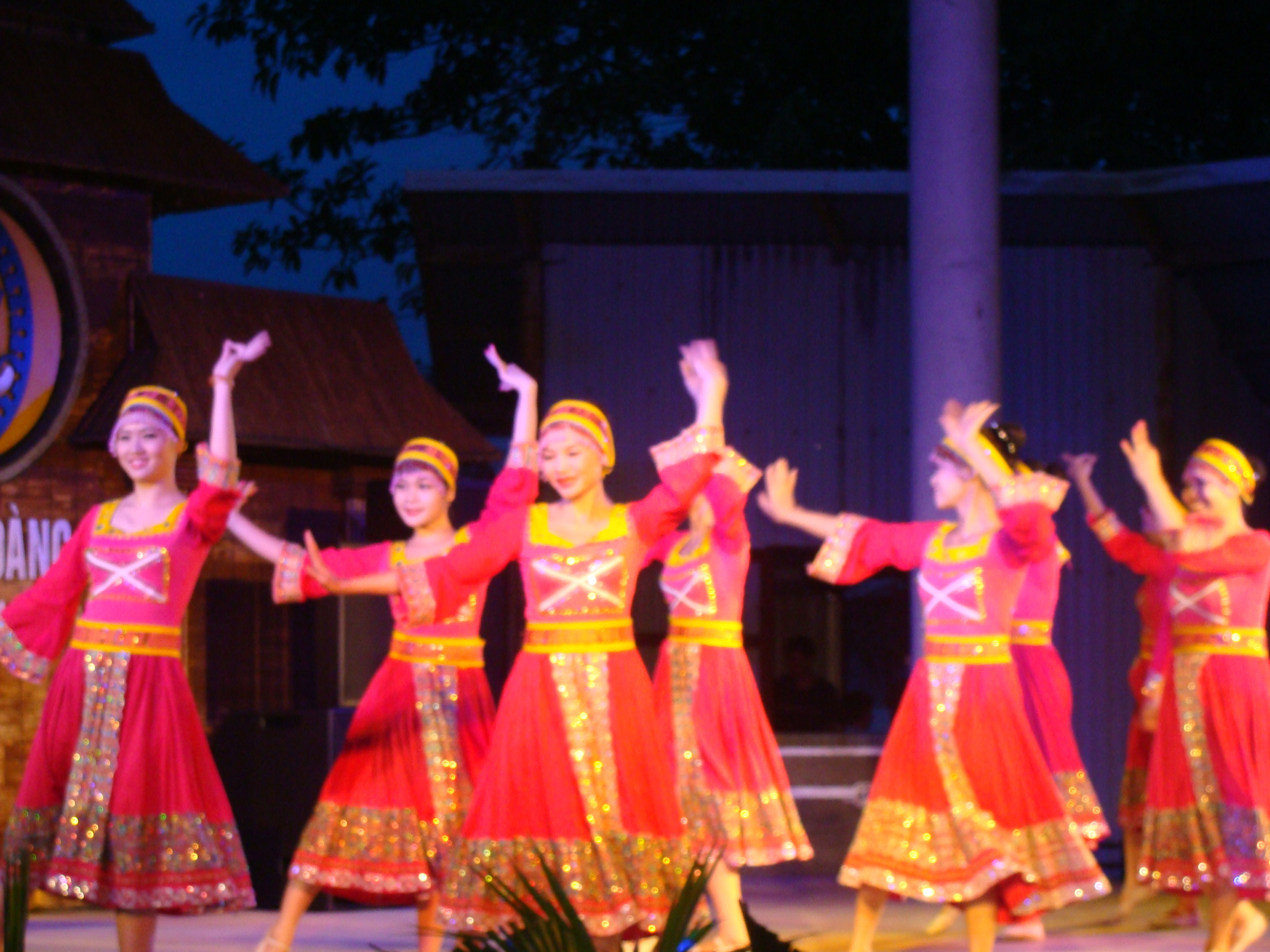
越南民族舞蹈

越南是东南亚国家中，深受儒家思想影响的国家。越南长期實施科举制度來选拔官吏，直到1919年才被废除。今天在越南各地仍可见到文庙中的进士碑。而在越南，大乘佛教徒占大多数，因此农历每月的初一、十五，多数越南人均停摆或减少工作去烧香拜佛。
- 传统节日：（见下表）
- 传统服饰：越南长袄、斗笠
- 传统艺术：水上木偶

### 法國文化之影響
- 法式建筑
- 咖啡馆
- 咖啡文化
- 烹饪方式及飲食觀念

### 飲食文化
- 越式法包
- 羊肉火鍋
- 越南咖啡
- 越南粉
- 越式米粉（Hủ tiếu）
- 越南河粉
- 檬粉
- 越南春卷
- 炸春捲
- 越南海鮮火鍋
- 越式早餐
- 顺化牛肉粉
- 廣南米粉
- 會安高樓粉
- 雞肉爐
- 清蒸田螺
- 炸蝎子

### 運動项目
- 越武道全名：
- 化拳道
- 觀氣道
- 越太極

## 交通

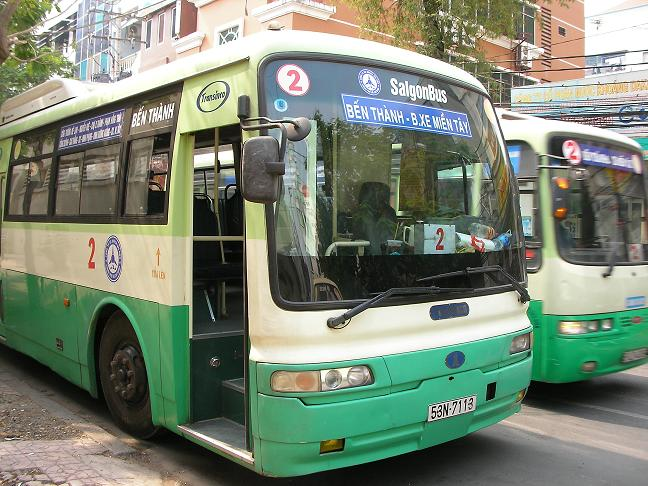
胡志明市的巴士

越南的交通体系比其他鄰近的東南亚國家较为完整，在陸路、海路、空運以至鐵路網絡都較為完善，不過相關的升級尚且不足。

### 铁路交通
越南鐵路全長2,652公里，是東南亚米轨铁路。有两条铁路與中國鐵路連接，为国际联运铁道线路。其中西北方向的滇越铁路经老街进入中国云南河口直达昆明，其中越段、滇段皆系米轨；另一条铁路在河内东北方向，经同登进入中国广西凭祥市，与中国铁路网相连接，目前已有河内至北京客运列车，因为河同铁路是套轨，无需换转向架。越南国内铁路线方面，河内至胡志明市的铁路为主要铁路干线，全长1,730公里，贯穿越南。
2005年，越南铁路网实现货物周转量29.28亿吨公里，旅客周转量45.58亿人公里。
越南政府目前正計劃興建一條採用新幹線技術的高速鐵路，連接河內和胡志明市。另外计划对现有米轨河老铁路进行扩能改造，力争在2027年开工。

#### 城市軌道交通系統
- 河內是目前營運越南第一條城市軌道交通系統——河內地鐵2A線吉靈站-安義站於2021年11月6日通車。
- 河內是目前營運越南第二條城市軌道交通系統——河內地鐵3線呠站-紙橋站於2024年8月8日通車。
- 胡志明是目前營運越南第三條城市軌道交通系統——胡志明地鐵1号线濱城站-仙泉客運站於2024年12月22日通車[61]。

### 公路交通
越南的國道以數字作為編號，其中1號公路是從中越邊境的友谊关處起，經過河內、順化、峴港、芽莊、胡志明市，直至越南最南端的金甌市，全長2,247公里。而其一號支線則可經過柬越邊境的柴楨，直達柬埔寨首都金邊。5號公路是河內至海防，該國道也是目前越南運輸最繁忙、路況最好的公路幹線。7號公路則與老撾境內相接，可達川壙、琅勃拉邦。
越南人一般用摩托車、自行車、計程車、公共汽車作為主要交通工具。越南的公共汽車線路、車次較少，計程車多為豐田牌。目前越南與日本和韓國合資，在國內組裝日系韓系轎車越野車等。越南有「摩托車王國」之稱，所有主要城市，摩托車都是主要交通工具，在越南，摩托車也是家家必備、人人必有。不過其產品多為國外品牌，其中常見的品牌多來自日本。
道路交通状况不是很好，而越南更是没有全國性的高速公路，只有地域性的高速公路和快速道路，目前越南每天死於交通意外者高達32.6人，已成為越南10大死因榜首，现在越南在加大道路的修建力度。

### 水运
水路方面，越南国内河道很多，内河运输也较为发达。加上越南拥有着3,000多公里长的海岸线，其沿海港口也较为发达，这56个沿海港口对越南的国际、国内运输有着重要的支持作用，其中重要的国际货运港口有海防市和胡志明市。

### 航空
河內內排国际机场、岘港机场以及胡志明市新山一国际机场是越南的三大国际机场，其中国内航线15条，国际航线5条。目前有20个国家和地区的20多家航空公司有飞往越南的定期航班。
- 河內內排國際機場
- 海防吉碑國際機場：多为國內航線
- 岘港峴港國際機場：多为国际航线
- 芽莊金蘭國際機場
- 同奈隆城國際機場（興建中）
- 胡志明市新山一國際機場（擴建中）
- 芹苴芹苴國際機場
- 富國島富國國際機場

主要航空公司有：
- 越南國家航空
- 捷星太平洋航空
- 越捷航空
- 越竹航空

## 旅游景点

### 北部
- 下龙湾（世界自然遗产[63]）
- 河内：还剑湖、巴亭广场、文庙。

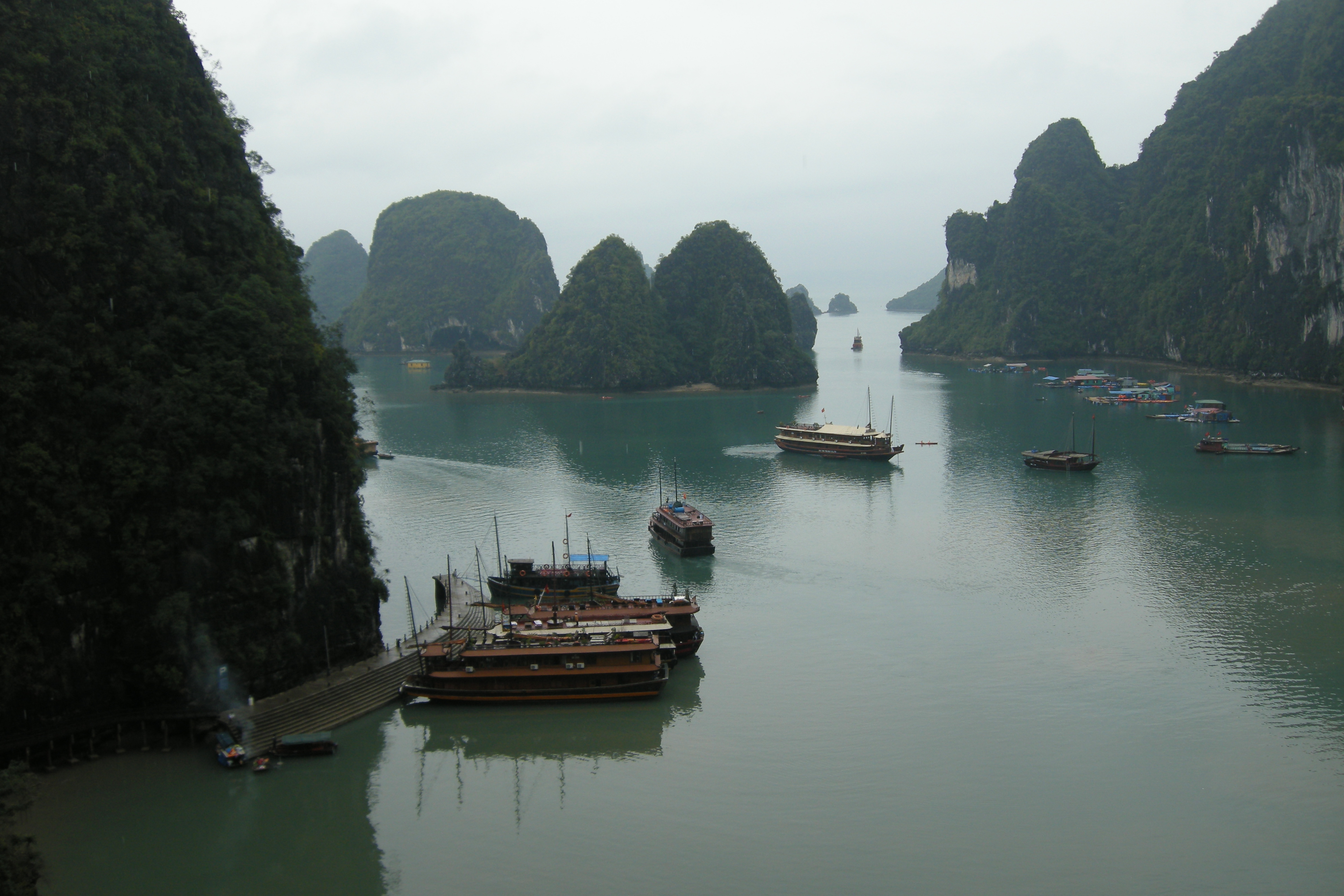
下龍灣

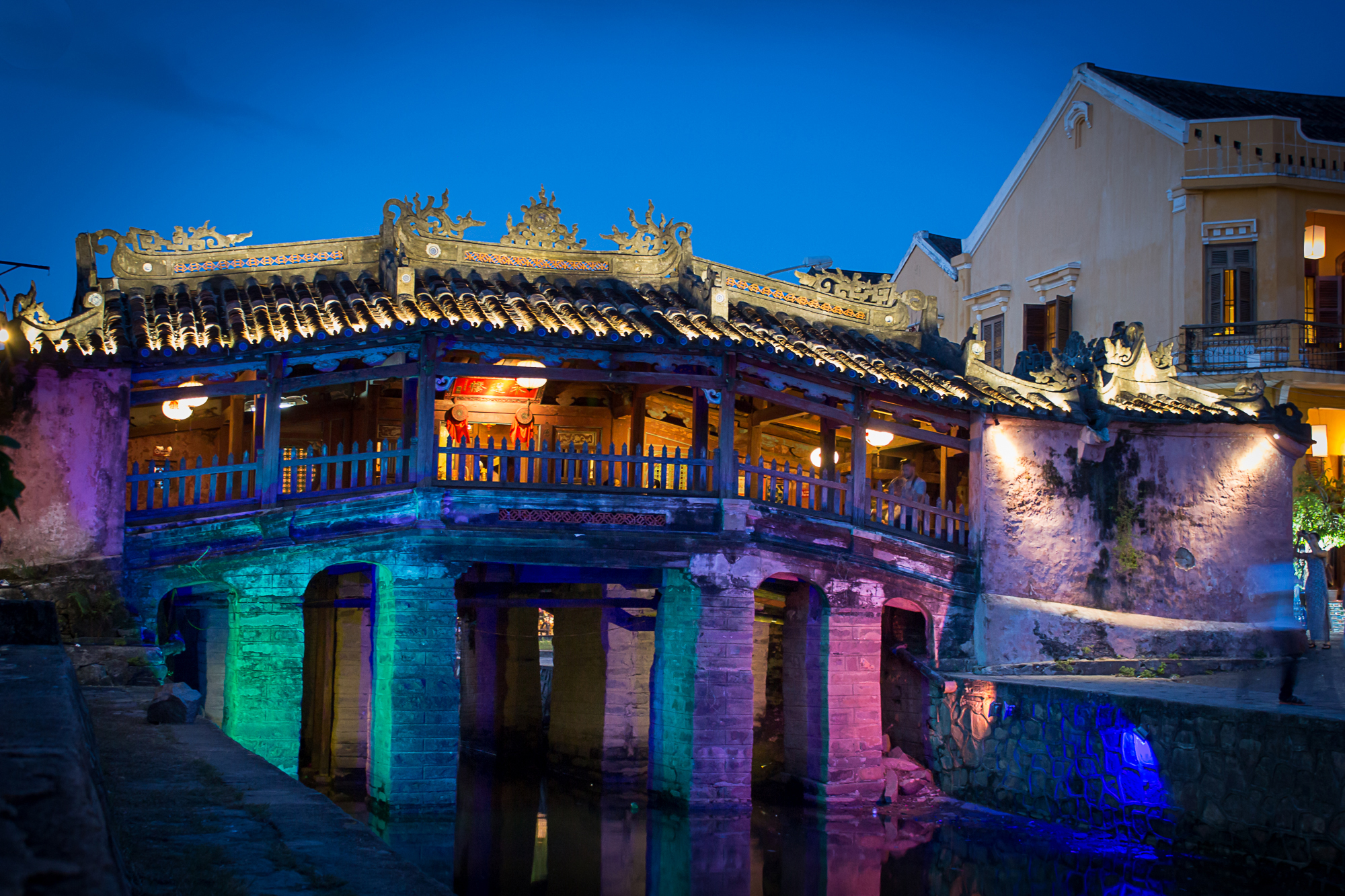
世界文化遗产会安古镇

- 吉婆島：位屬海防市，清靜且海水澄靜未受破壞，是夏天旅遊的好去處。
- 沙垻市社：属于老街，是著名的旅游胜地，自然美景和雄伟的番西邦山峰高达 10,326 英尺。

### 中部
- 顺化（古都）：顺化历史建筑群（世界文化遗产）。
- 峴港：峴港大教堂、美溪沙灘、巴拿山、五行山、山茶半島、占婆雕刻博物館。
- 美山圣地（世界文化遗产，占婆时代印度教遗蹟）
- 会安古城（古老华埠，世界文化遗产）：日本橋、關帝廟和福建、潮州、中华、琼府、广肇、客家六大会馆。
- 風牙者榜國家公園（世界自然遗产，喀斯特地貌）
- 陸龍灣（世界文化遺產）

### 南部
- 胡志明市：法式建筑圣母大教堂、市政厅、邮局；堤岸唐人街；战争罪行博物馆、纠支地道。
- 头顿：十里长滩、耶稣山、鲸鱼庙。
- 芽莊：越南最優美的海灘。
- 大叻：高原避暑胜地、歐風城市。
- 美奈：红沙漠、白沙漠。

### 假日節慶
| 日期           | 中文名称       | 越文名称（國語字） | 越文名称（漢喃） | 备注 |
| -------------- | -------------- | ------------------ | ---------------- | --- |
| 1月1日         | 公历新年       |                    |                  | |
| 農曆除夕至初五 | 農曆新年       |                    |                  | 越南最重要的假期，一連六日。                                                                                     |
| 農曆三月初十   | 雄王誕         |                    |                  | 祭祀越南民族始祖——雄王，2007年政府定為國家假日                                                                   |
| 4月30日        | 解放南方统一日 |                    |                  | 1975年4月30日北越軍隊攻陷南越首都西贡之日                                                                        |
| 5月1日         | 五一國際勞動節 |                    |                  | 五一勞動節 |
| 9月2日         | 越南國慶日     |                    |                  | 1945年9月2日，越南民主共和國成立，並在首都河內的巴亭廣場發表，由越南獨立同盟會主席胡志明撰寫、宣讀《獨立宣言》。 |

## 延伸阅读
[在维基数据编辑]
 《元史/卷209》，出自宋濂《元史》
 《明史卷三百二十一》，出自《明史》
 《清史稿/卷527》，出自趙爾巽《清史稿》
- Japan Ministry of Land, Infrastructure, Transport and Tourism. . Local Governments and Spatial Planning System (Ministry of Land, Infrastructure, Transport and Tourism (Japan)).   [2022-11-02]. （原始内容存档于2018-04-18）.

## 外部連結
- 越南政府门户网站（越南文）（英文）（中文）
- 越南政府新闻网（越南文）（英文）（中文）
- 越南外交部
- 國立成功大學越南研究中心 （页面存档备份，存于）
- 國立成功大學越南研究中心越南語圖書收藏計畫 （页面存档备份，存于）
- 《世界概况》上有关Vietnam的条目 （英文）
- 中的“越南” （英文）
- 維客旅行上的越南 （页面存档备份，存于）（中文）
- 維基媒體的越南地圖集  （英文）
- OpenStreetMap上有關越南的地理

21°2′N 105°51′E / 21.033°N 105.850°E